# Hof (Beieren)
Hof is een kreisfreie Stadt in de Duitse deelstaat Beieren. De stad telt 45.173 inwoners (31 december 2020) op een oppervlakte van 58,02 km².

## Geografie en infrastructuur
De stad Hof ligt in het dal van de rivier de Saale, die de stad van zuid naar noord doorkruist. De stad ligt tussen het Fichtelgebirge en het Frankenwald aan de rand van het Vogtland. Het laagste punt van Hof ligt op 450 meter (aan de Saale), terwijl het hoogste punt op 614 meter ligt.

Plattegrond van de stad
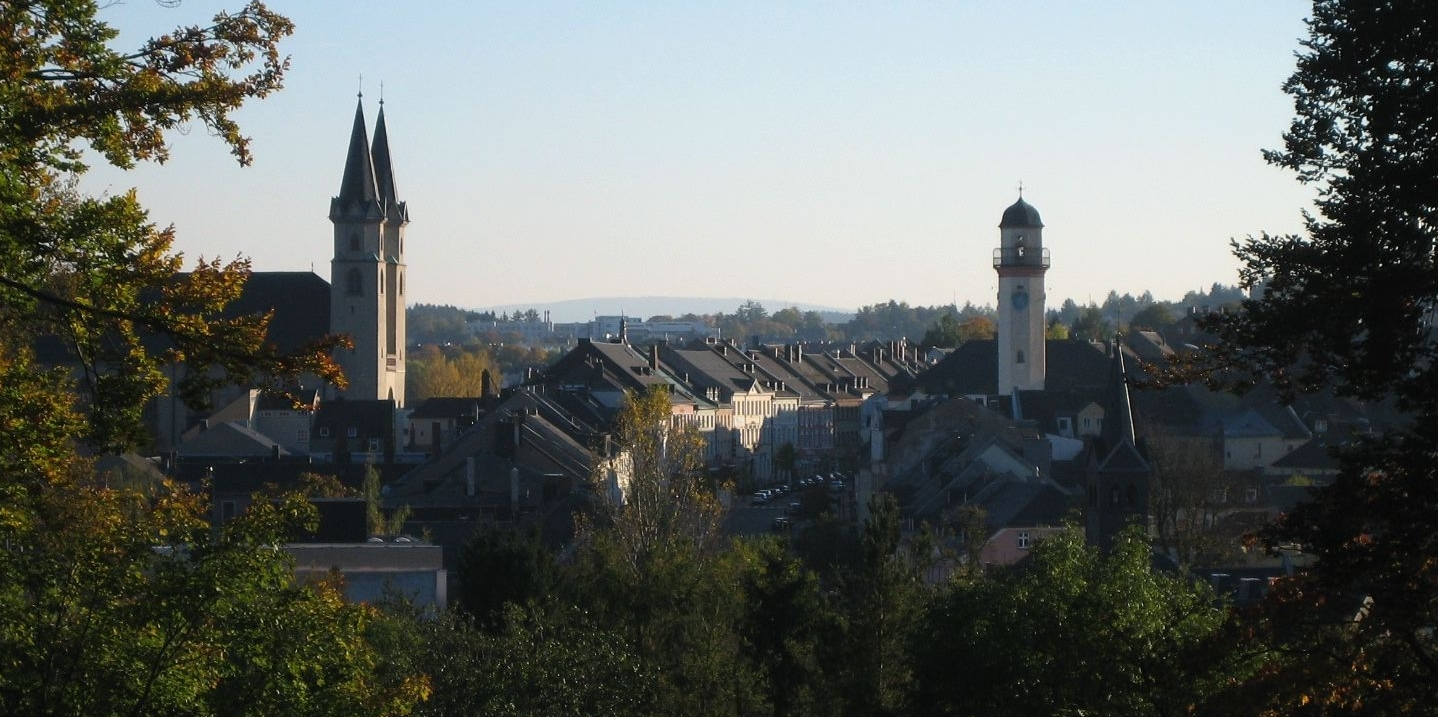
Panorama van de binnenstad

### Buurgemeentes
- In het noorden en noordoosten: Feilitzsch
- In het noordoosten, onmiddellijk ten oosten van Feilitzsch: Trogen
- In het oosten: Gattendorf
- In het zuidoosten, direct tegen de stad aan: Döhlau
- In het zuiden: Oberkotzau
- In het zuidwesten: Konradsreuth
- In het westen: Leupoldsgrün
- In het noordwesten:Köditz.

### Wegverkeer
Hof is een knooppunt van hoofdwegen in alle richtingen. De belangrijkste hiervan zijn:
- Door de stad lopen in noord-zuidrichting de Bundesstraße 2 en in oost-westrichting de Bundesstraße 15. In de stad gaan deze beide wegen over een 4 km lang gemeenschappelijk tracé.
- Waar de B2 en de B15 zich weer scheiden, op een knooppunt aan de zuidkant van Hof,  kan men via het industrieterrein zuidwaarts naar Oberkotzau rijden. Ongeveer 12 km ten oosten van genoemd knooppunt sluit de B15 op afrit 4 aan op de Autobahn A93. Afrit 34 van de Autobahn A9 bij Leupoldsgrün is 9 km ten westen van de stad Hof gelegen.
- Ongeveer 9 kilometer ten oosten van Hof en enkele kilometers voorbij Gattendorf bevindt zich afrit 3 Regnitzlosau van de Autobahn A93.
- Langs de noordrand van de stad loopt de Bundesstraße 173. Ongeveer 7 kilometer ten noordoosten van Hof bevindt zich afrit 2 Hof-Ost van de Autobahn A93.
- Een kilometer ten noorden van  Zedtwitz, gemeente Feilitzsch, dat zelf 7 km ten noorden van Hof ligt, kruist de B2 de Autobahn A72 op afrit nummer 3 Hof.

### Trein en bus

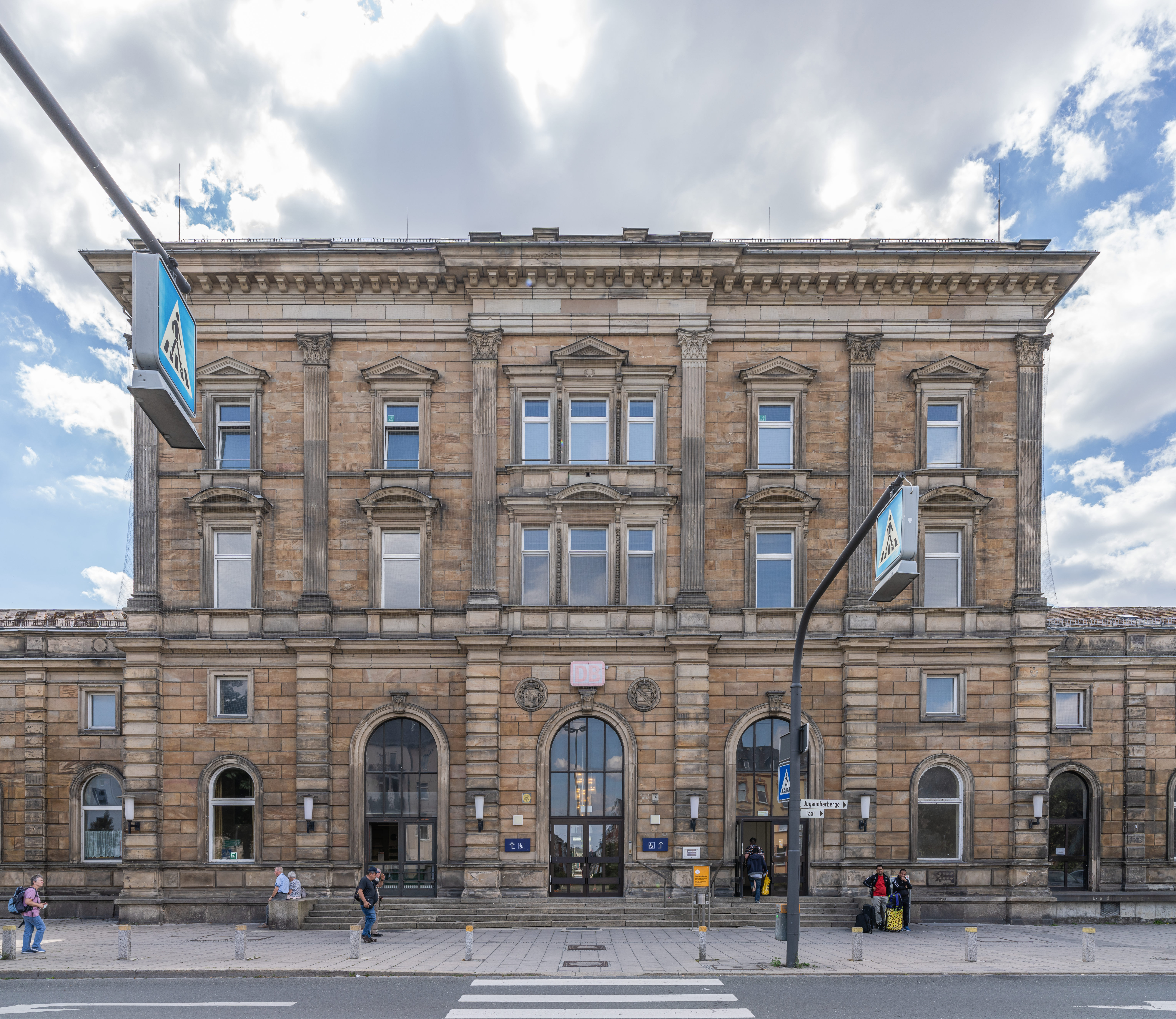
Ingang station Hof Hbf
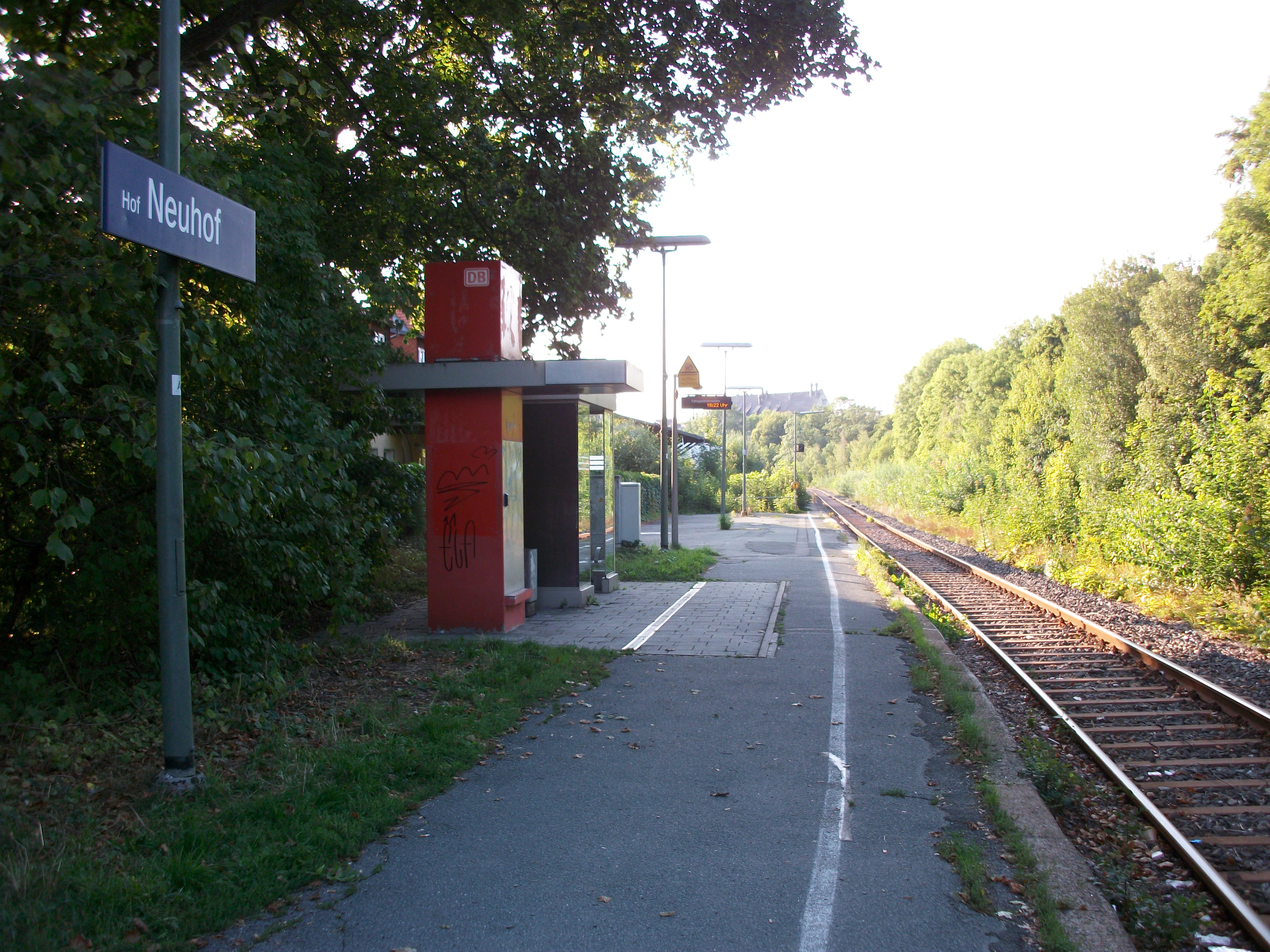
Station Hof-Neuhof

Station Hof Hbf is een regionaal spoorwegknooppunt, vanwaar treinen naar o.a. Cheb in Tsjechië, Leipzig, Bamberg, Bayreuth, Regensburg, Neurenberg en Selb rijden. Aan de spoorlijn vanuit Bayreuth via Hof Hbf naar Bad Steben ligt op 2,3 km van dit centrale station een tweede station, Bahnhof Hof-Neuhof. Omdat station Hof Hbf twee kilometer van het stadscentrum vandaan ligt, waren er anno 2022 vergevorderde plannen, om in 2024 een extra station Hof-Mitte dicht bij de binnenstad te openen; de deelstaat Beieren oordeelde eind 2022, dat daarvoor benodigde extra infrastructuur te duur was, en dit project werd afgeblazen. 
Hof beschikt over een voor Duitse begrippen dicht stadsbusnet met 12 reguliere lijnen, waarvan er 8 ieder half uur rijden. Ook rijden er streekbussen in alle richtingen. Wel is de frequentie van alle bussen na 20.00 's avonds, op zaterdagmiddag en op zondag laag.

### Overig

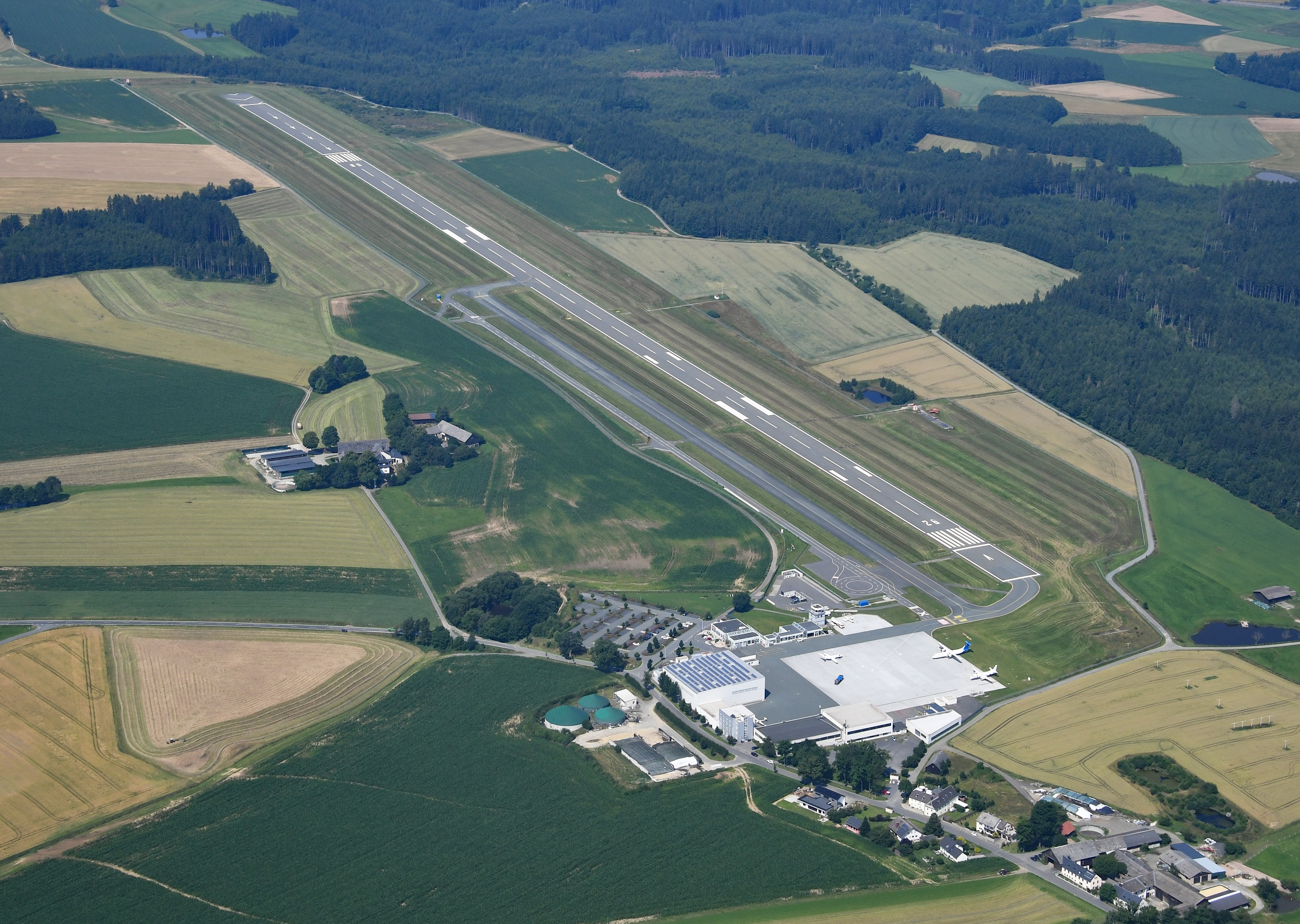
Vliegveld Hof-Plauen

In stadsdeel Pirk, 5 km ten zuidwesten van het centrum van Hof,  bevindt zich sinds 1968 een klein vliegveld met de naam Verkehrslandeplatz Hof-Plauen.
Het veld heeft de ICAO-code	EDQM en de IATA-code HOQ. De geografische coördinaten luiden: 50° 17′ 24″ noorderbreedte en  11° 51′ 23″ oosterlengte. Het ligt op 597 meter boven zeeniveau. Het veld is vanaf station Hof per streekbus bereikbaar. Verkehrslandeplatz Hof-Plauen heeft één geasfalteerde start- en landingsbaan met een lengte van 1.480 meter en een breedte van 30 meter.

## Stadsdelen
| Nr. | Naam                           | Aantal inw.(2007) |
| --- | ------------------------------ | ----------------- |
| 1   | Mitte                          | 8466              |
| 15  | Innenstadt (binnenstad)        | 2226              |
| 14  | Westend                        | 2582              |
| 23  | Bahnhofsviertel (stationswijk) | 4146              |
| 2   | Ost                            | 10458             |
| 8   | Leimitz-Jägersruh              | 1348              |
| 16  | Fabrikvorstadt                 | 2354              |
| 17  | Enoch-Widman-Viertel           | 4463              |
| 18  | Wartturmviertel                | 2232              |
| 24  | Südliche Saale                 | 192               |
| 3   | Süd                            | 12474             |
| 21  | Krötenbruck                    | 6967              |
| 22  | Anspann                        | 445               |
| 25  | Pirk                           | 37                |
| 26  | Eppenreuth                     | 150               |
| 27  | Moschendorf                    | 4890              |
| 4   | West                           | 10400             |
| 4   | Vogelherd                      | 2077              |
| 9   | Epplas                         | 51                |
| 10  | Wölbattendorf                  | 776               |
| 11  | Hohensaas                      | 180               |
| 12  | Neuhof                         | 1636              |
| 13  | Geigengrund                    | 3385              |
| 19  | Osseck                         | 416               |
| 20  | Münsterviertel                 | 2382              |
| 5   | Nord                           | 5745              |
| 1   | Unterkotzau                    | 847               |
| 2   | Studentenberg                  | 792               |
| 3   | Haidt                          | 200               |
| 5   | Ziegelacker-Hofeck             | 2063              |
| 6   | Nördliche Saale                | 599               |
| 7   | Theresienstein                 | 641               |
|     | Totaal                         | 48077             |

## Economie en hoger onderwijs

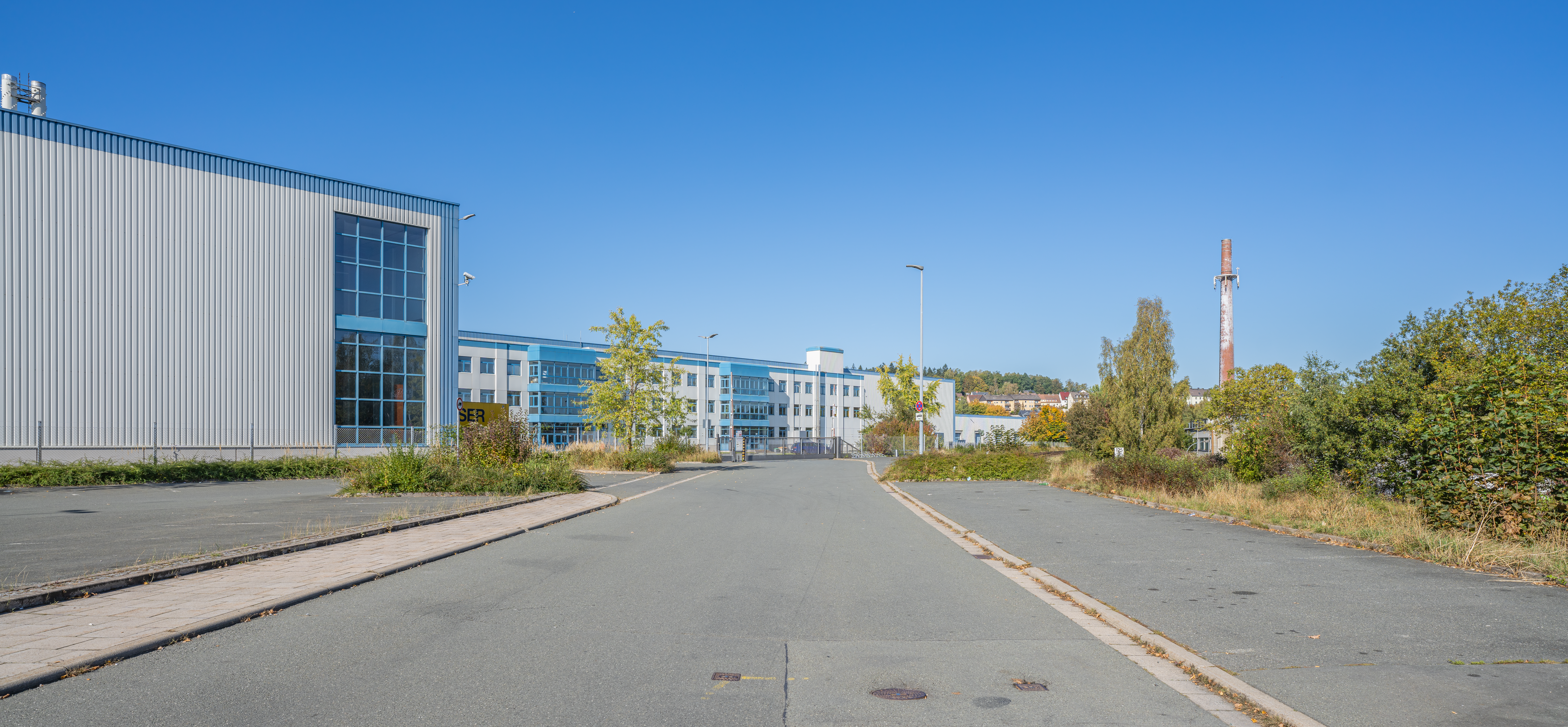
Hoftex

De garen- en textielfabriek Hoftex, gevestigd op de locatie van het voormalige Kamp Moschendorf, is de belangrijkste overgebleven textielfabriek en -groothandel van de stad. Een groot deel van de producten wordt echter buiten Europa vervaardigd. Er worden vooral industriële garens gemaakt.
Sedert ca. 1970 trekt de stad Hof veelzijdige, maar kleinschalige bedrijvigheid aan. Het economische zwaartepunt kwam te liggen bij water- en milieutechnologie, productie van en handel in auto-onderdelen, en transport- en logistieke ondernemingen. Ook wordt de stad als detailhandelscentrum gepromoot, zodat Hof meer winkelende bezoekers gaat trekken. Anno 2022 is met dit doel een omvangrijke sanering van diverse locaties in de stad in uitvoering. 
De stad is een regionaal bestuurscentrum en herbergt daarom talrijke ambtelijke instanties, alsmede enige lagere rechtbanken en een gevangenis. Ook beschikt Hof over een groot ziekenhuis.
Te Hof is de hogeschool Fachakademie für Sozial- und Heilpädagogik Hof, een diaconale instelling van de Evangelisch- Lutherse Kerk, gevestigd. Ze deelt een gebouw met twee middelbare scholen. Ook is er de hogeschool Fachbereich Allgemeine Innere Verwaltung Hof voor hogere ambtenaren van de deelstaat Beieren gevestigd. Een derde hogeschool is de Hochschule für Angewandte Wissenschaften Hof. Deze is qua studieaanbod goed te vergelijken met de Technische Universiteit Twente, Enschede, Nederland.

## Geschiedenis

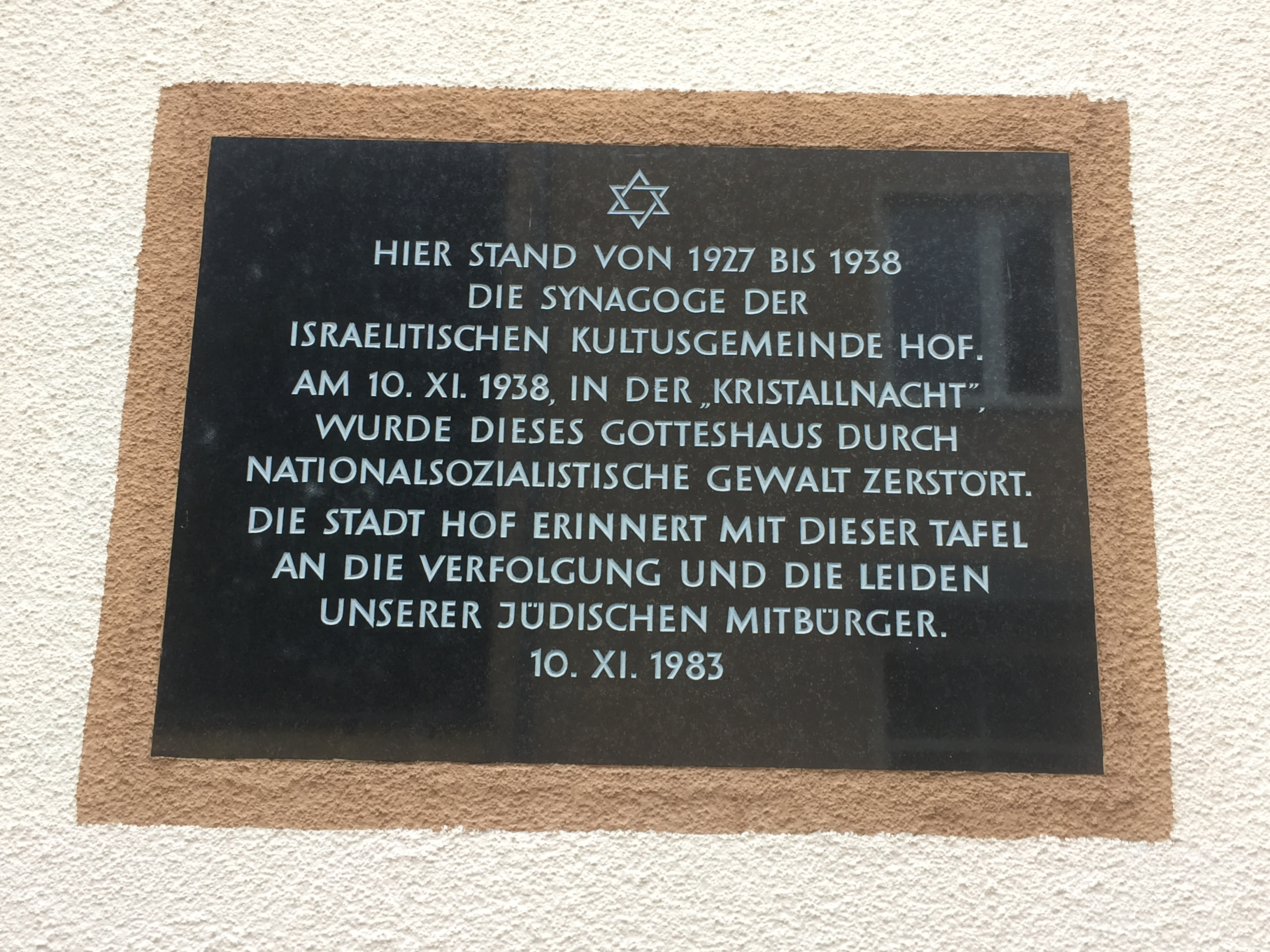
Gedenkteken jodenvervolging 1938-1945
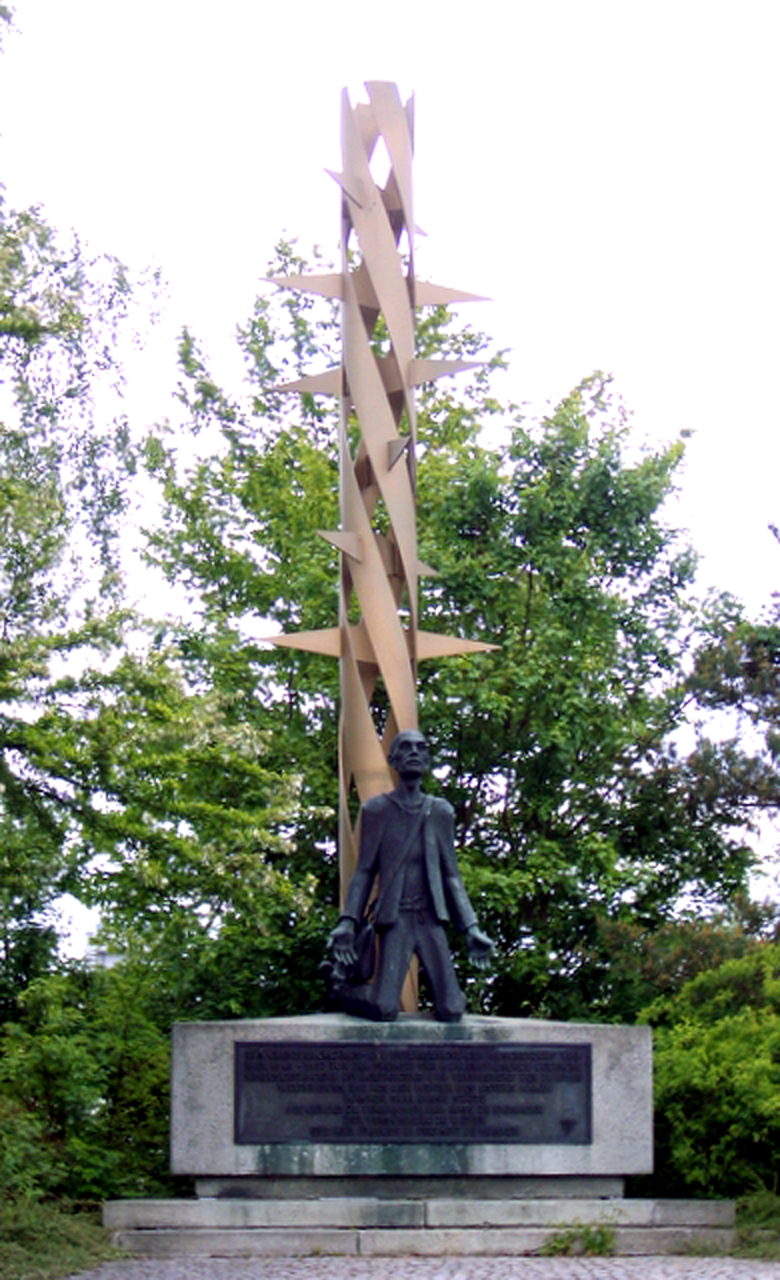
Gedenkteken kamp Moschendorf

Hof ligt aan een belangrijke handelsweg, die in de middeleeuwen Via Imperii (Rijksweg) genoemd werd. Deze route liep van Stettin via Leipzig, Neurenberg en Verona naar Rome. Reeds in de 11e eeuw lag op de locatie van de Altstadt van Hof een kerkdorp.
Rond 1260 kwam de eerste stadsmuur van de zgn. Neustadt gereed. In 1264 werd een  Hospitaal voor ouderen en bejaarden gesticht, dat in gemoderniseerde vorm tot op de huidige dag bestaat. De 14e eeuw was een economische bloeiperiode voor Hof. De leeuw in het stadswapen herinnert aan het adellijke geslacht van de Voogden van Weida, die de stad, die in het Vogtland ligt, tot 1373 beheersten. In dat jaar kwam Hof aan leden van het Huis Hohenzollern, die burggraaf van de Rijksstad Neurenberg waren. Na een splitsing van dit gebied lag Hof tot 1791 in het Vorstendom Bayreuth.  In 1430 werd de stad verwoest tijdens de Hussietenoorlogen.  In 1529 werd de Reformatie doorgevoerd: tot op heden is de meerderheid van de christenen in de stad Hof evangelisch-luthers.
In de 15e eeuw begon -naast het tot op heden nog niet geheel verdwenen bierbrouwersambacht-  de textielnijverheid in Hof belangrijk te worden. Wol was rijkelijk voorhanden, daar veel boeren in de omgeving schapen hielden. Grondstoffen werden tot in de 19e eeuw van overal geïmporteerd, en de eindproducten vonden afnemers tot ver in het buitenland. Na de Napoleontische tijd lag de stad van 1810 tot 1918 in het koninkrijk Beieren.  In 1553, 1625, tijdens de Dertigjarige Oorlog, en in 1823 werd Hof door stadsbranden grotendeels verwoest: een ramp, die in de 19e eeuw ook tal van kleinere plaatsen in dit gebied trof. Daarom is het stadsbeeld van het dus na 1823 voor het laatst geheel herbouwde Hof sterk door de Biedermeierperiode gekenmerkt.
Van 1515 tot 1938 kende Hof ook een kleine, maar bloeiende joodse gemeenschap. In het Derde Rijk werden alle joden van Hof slachtoffer van de Holocaust. Alleen een gedenkteken herinnert nog aan hen. Na de oorlog ontstond binnen kringen van joodse immigranten uit Oost-Europa weer een joodse gemeente, die sinds 1998 ook weer over een eigen synagoge beschikt.
In 1848 verkreeg Hof aansluiting op het spoorwegnet; in 1880 werd het station van het centrum naar de huidige locatie verplaatst. In deze tijd ontwikkelde zich de nodige industrie langs de rivier de Saale en de spoorlijn, met name textiel- en porseleinfabricage.
Na de Tweede Wereldoorlog, waarin Hof slechts beperkte materiële schade opliep, kreeg Hof een eerste vluchtelingenstroom te verwerken: Heimatvertriebene uit onder andere het naburige Sudetenland. Onder hen waren relatief veel rooms- katholieken, zodat in die tijd een katholieke geloofsgemeenschap tot stand kwam. Hof was een knooppunt voor de opvang van vluchtelingen, en had in de jaren 1950 meer dan 60.000 inwoners, een bevolkingsaantal, dat nadien nooit overtroffen is. Het in 1944 ingerichte Kamp Moschendorf, oorspronkelijk een klein concentratiekamp van de SS (een buitenkamp van KZ Flossenbürg), was van 1945-1957 nog als vluchtelingenkamp in gebruik.
Hof was in een uithoek van de Bondsrepubliek komen te liggen omdat de verbindingen naar Thüringen en Bohemen door het IJzeren Gordijn waren afgesloten. Kort voor de val van de Berlijnse Muur (najaar 1989) kreeg de stad opnieuw een grote vluchtelingenstroom te verwerken. Uitwijkelingen uit de DDR kwamen zowel per auto als per trein naar Hof. Veel openbare gebouwen in de stad waren in die dagen ingericht als noodlogies voor deze mensen. Zie ook: Hof Hauptbahnhof. Na de Duitse hereniging van 1990 konden de oude verbindingen weer opgebouwd worden.
Na ca. 1970 maakte de textielindustrie plaats voor veelzijdige, maar kleinschaliger andere bedrijvigheid. Het economische zwaartepunt kwam te liggen bij water- en milieutechnologie, productie van en handel in auto-onderdelen, en transport- en logistieke ondernemingen. Ook wordt de stad als detailhandelscentrum gepromoot, zodat Hof meer winkelende bezoekers gaat trekken.

## Bezienswaardigheden, markante gebouwen, toerisme, evenementen
- Vrijwel het enige niet-kerkelijke gebouw in Hof van vóór 1800 is de Wartturm, een uitkijktoren uit de 15e eeuw, die deel van de stadsverdediging uitmaakte. De toren is in 2021 gerestaureerd en staat ten oosten van het stadscentrum.
- De 13e-eeuwse, evangelisch-lutherse Hospitalkirche. Het gebouw bevat o.a. een 1511 gedateerd altaarstuk van de regionaal bekende beeldsnijder Michael Heuffner en tal van fraaie plafondschilderingen.
- De 14e- 17e-eeuwse evangelisch-lutherse Lorenzkirche werd in 1822 ingrijpend verbouwd. Het gespaard gebleven 15e- tot 18e-eeuwse interieur, waaronder het altaarstuk Hertnid-Altar (15e eeuw) is bezienswaardig.
- De beide 19e-eeuwse kerken St. Michael (evangelisch-luthers) en St. Maria (rooms-katholiek) zijn vooral bekend, omdat zij welluidende, monumentale kerkorgels bezitten.
- Het Museum Bayerisches Vogtland met aangrenzend het Johann-Christian-Reinhart-Cabinett zijn in het historische Hospitaal van de stad gevestigd, dat sinds de 13e eeuw bestaat. Het is een uitgebreid streekmuseum met speciale aandacht voor de problematiek rond de vluchtelingenstromen door Hof in de jaren 1946-1991. Ook is er een tentoonstelling van 60 schilderijen en prenten van de hand van de Hofer classicistische schilder Johann Christian Reinhart.
- Beroemd is het 70 hectare grote, in 1816 voor het eerst ingerichte stadspark Bürgerpark Theresienstein met daarin o.a. de uitspanning Haus Theresienstein[3], een doolhof met folly en talrijke attracties en uitzichtpunten. Het is genoemd naar Theresia van Saksen-Hildburghausen, koningin van Beieren.
- In de stadswijk Neuhof staat de in 1974 gebouwde en in 2012 gerenoveerde Freiheitshalle, een uit drie afdelingen bestaande multifunctionele hal voor bijeenkomsten, concerten (ook van internationaal beroemde artiesten en gezelschappen) en andere culturele manifestaties. In de grootste afdeling, het Große Haus, kunnen tot 4.500 bezoekers tegelijk ontvangen worden. Tussen de Freiheitshalle en een naburig hotel is een galerie voor moderne kunst, KUNSTpassageHOF, gebouwd.
- De stad bezit een botanische tuin en de 2 ha grote dierentuin Zoo Hof. Beide parken liggen aan de noordrand van Hof.
- De recreatieplas Untreu-See of Untreusee, niet ver van stadsdeel Moschendorf, is een in 1979 ontstaan, 60 hectare groot stuwmeertje, dat ten zuiden van de stad Hof, op de gemeentegrens met Oberkotzau ligt. Ter plaatse zijn talrijke mogelijkheden voor strandvermaak en watersport. Aan de oever liggen twee horecagelegenheden, een snackbar en een Biergarten. De Untreu-See is ook een recreatiegelegenheid voor de inwoners van de stad Hof. De merkwaardige naam gaat terug op een legende, waarin sprake is van ontrouw aan plaatselijke wetgeving door een grens tussen twee gebieden over te steken. In de middeleeuwen lag Hof in het Vogtland, maar Oberkotzau was een apart, rijksonmiddelbaar staatje; de Untreu-See ligt inderdaad op die voormalige grens.
- Jaarlijks vindt in de maand oktober een internationaal filmfestival plaats, met de naam Hofer Filmtage. Tot de films, die hier hun wereldpremière beleefden, behoort A Nightmare on Elm Street (1984). Sinds 2018 wordt er samengewerkt met het Internationaal filmfestival van Karlsbad.
- Jaarlijks vindt precies één week na Tweede Pinksterdag de folkloristische Schlappentag (Klompendag) plaats, met op de zondag ervóór schutterij-wedstrijden, op de dag zelf optochten, het schenken van speciaal Schlappenbier, het uitreiken van een Gouden Klomp (Goldener Schlappen) aan een verdienstelijk burger van Hof, enz.. Van origine is dit een op de tijd van de Hussietenoorlogen teruggaand schuttersfeest. De arbeiders plachten in de 15e eeuw, nog in werkkledij en op klompen (Schlappen), schietoefeningen te houden om te leren, nieuwe aanvallen van vijanden af te weren.

## Afbeeldingen

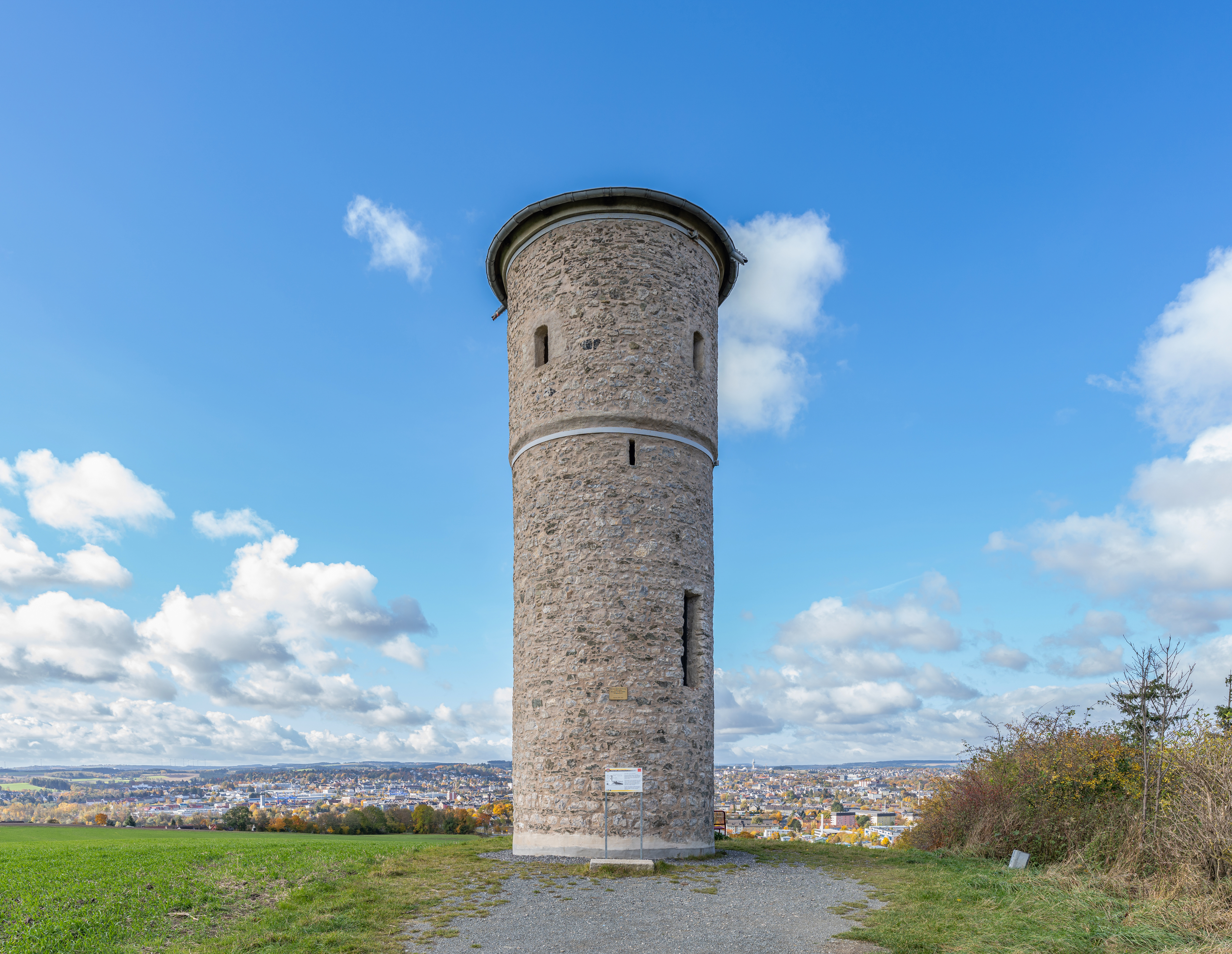
De Wartturm
Stadhuis (1823)
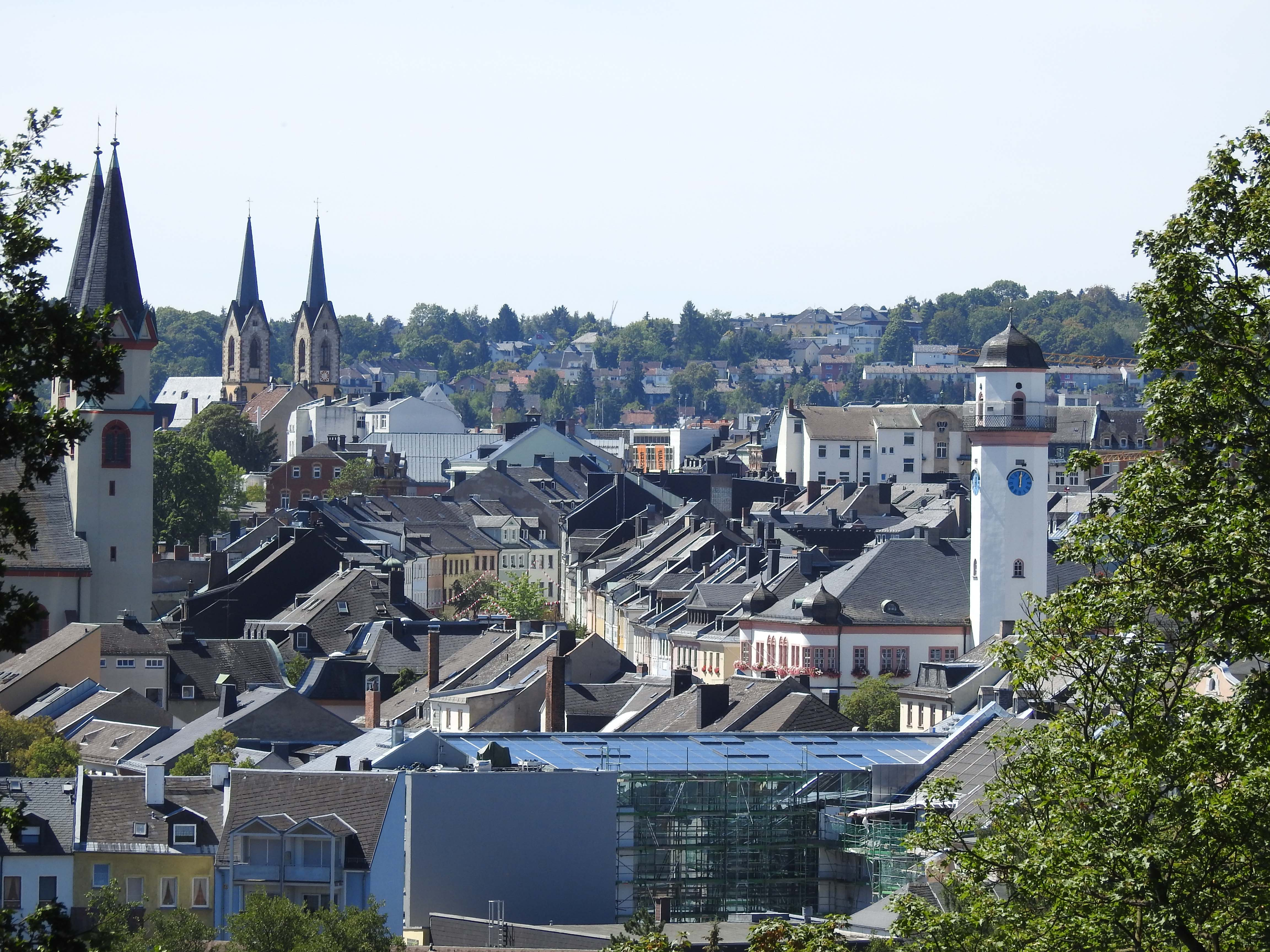
Gezicht op het stadscentrum vanuit het paviljoen in het park Theresienstein
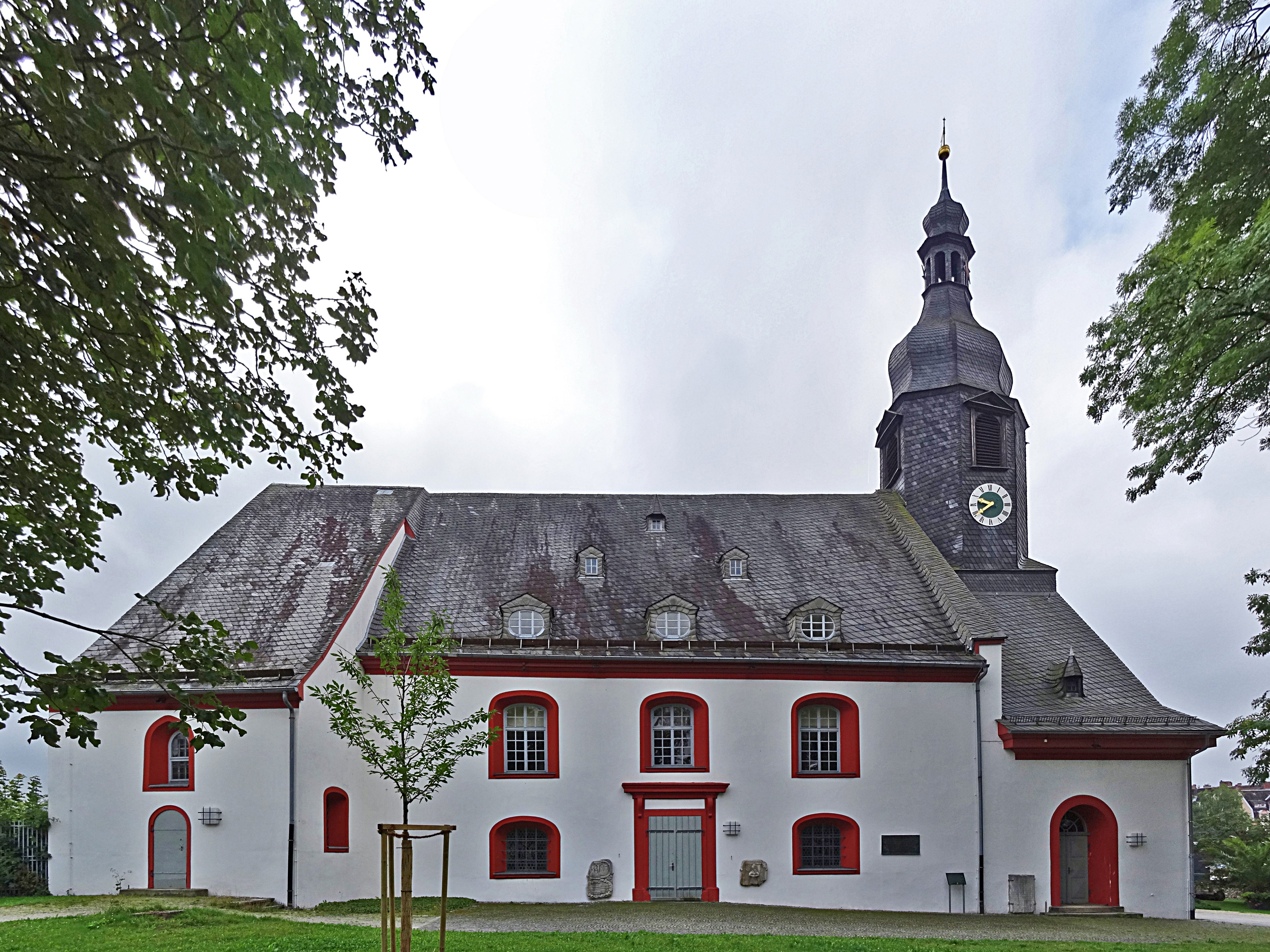
Evang.-lutherse Sint-Laurenskerk (Lorenzkirche)
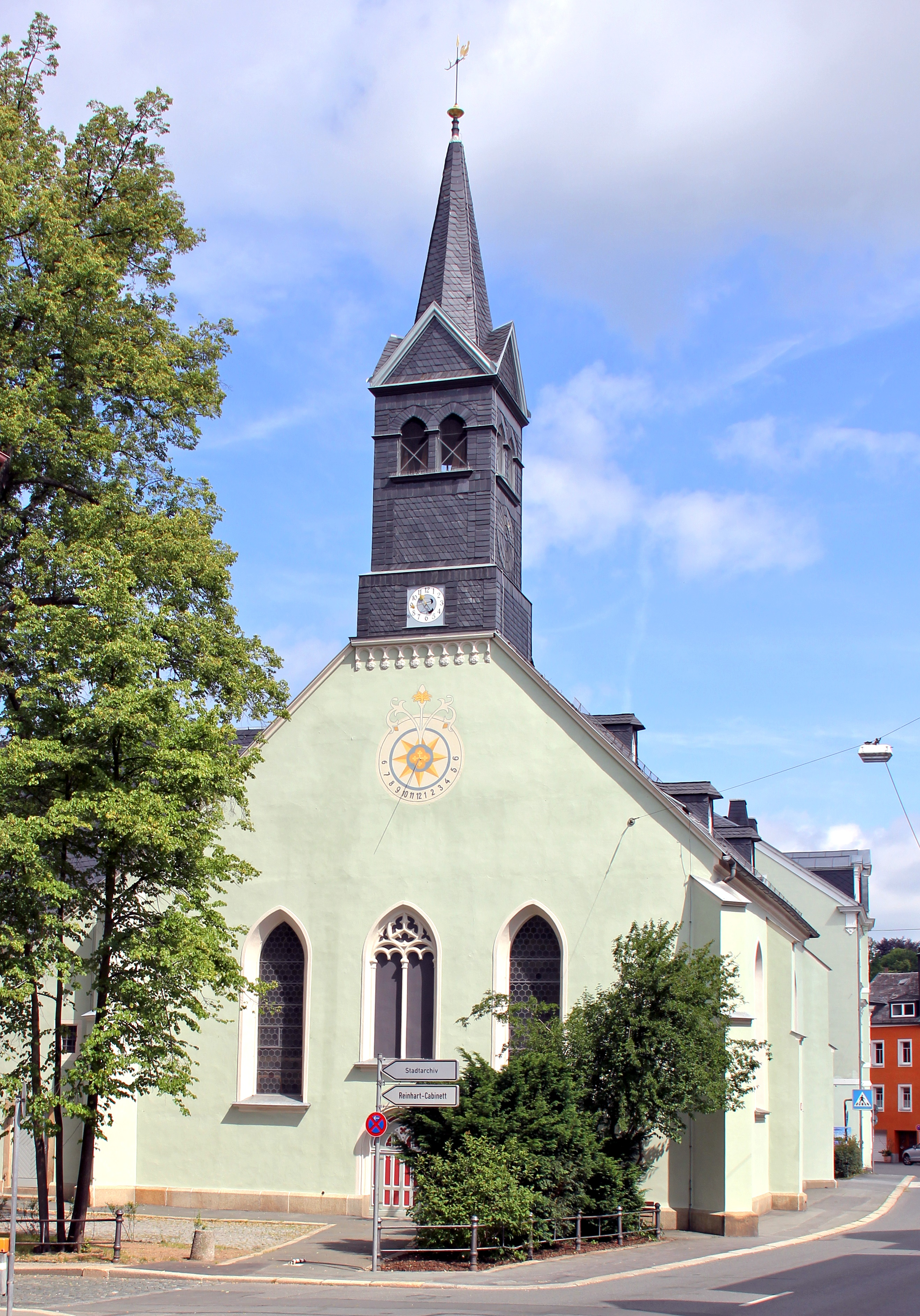
De Hospitalkirche (Hospitaalkerk)
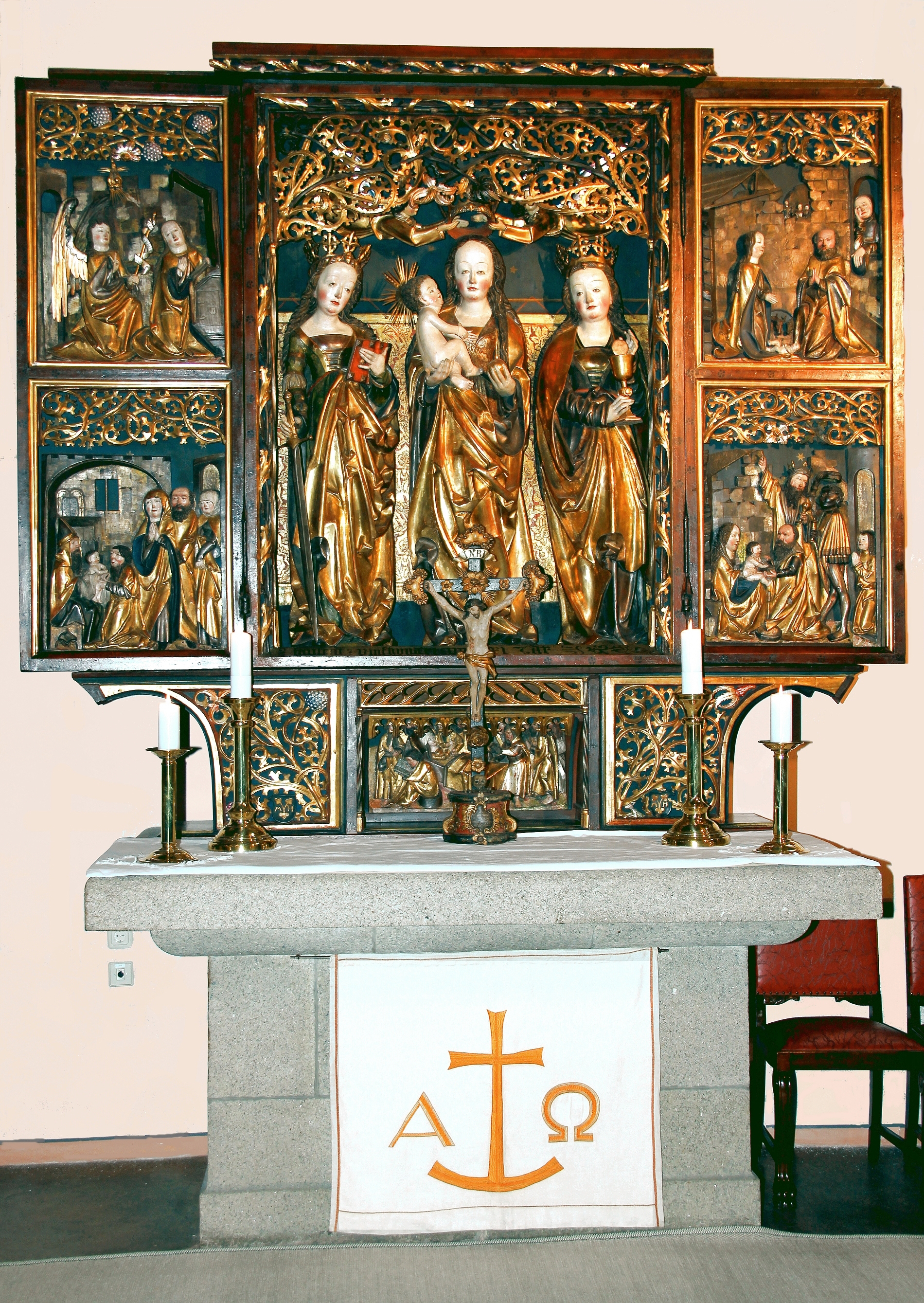
Maria-altaar (1511) in deze kerk
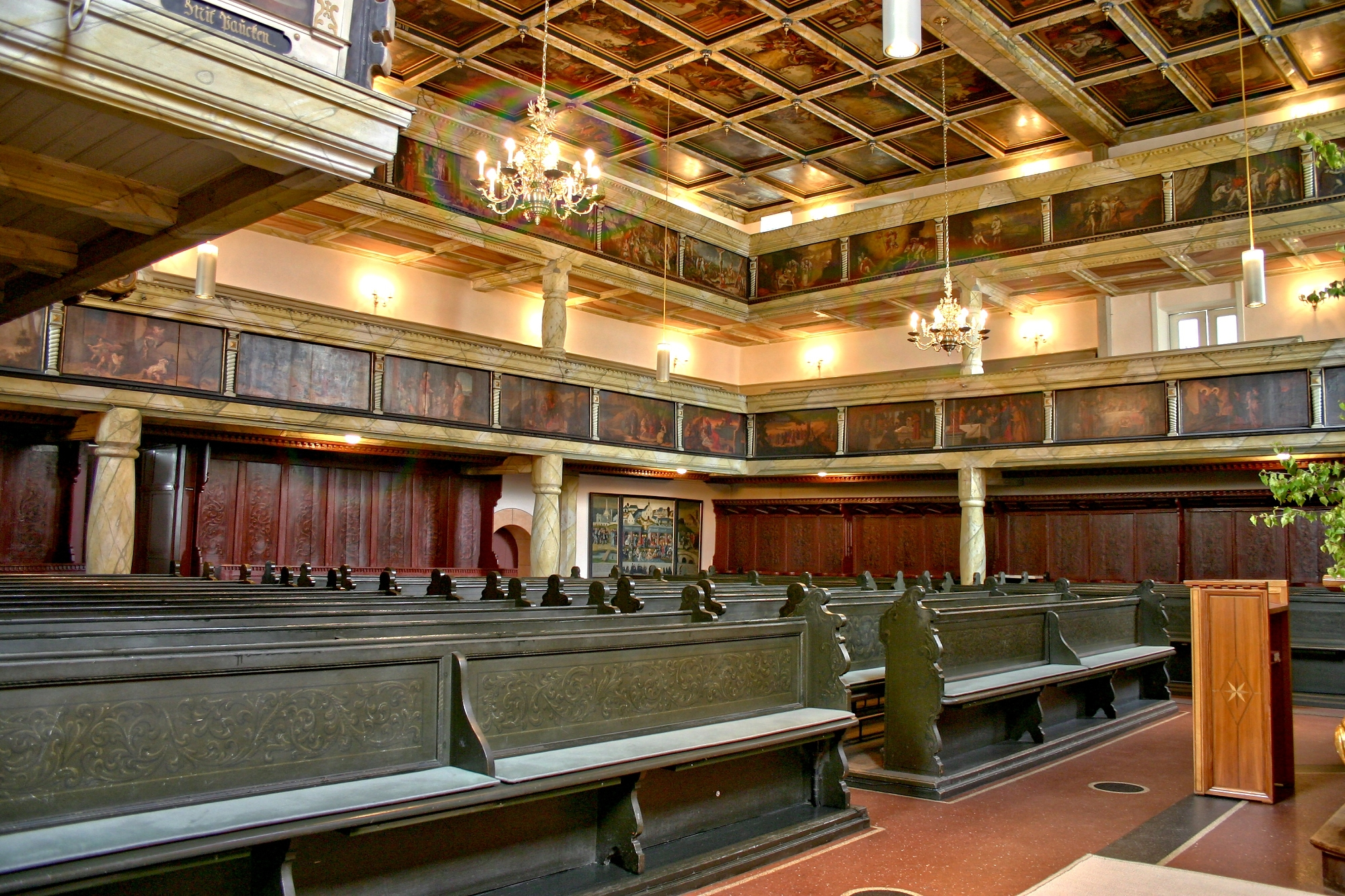
Interieur van deze kerk
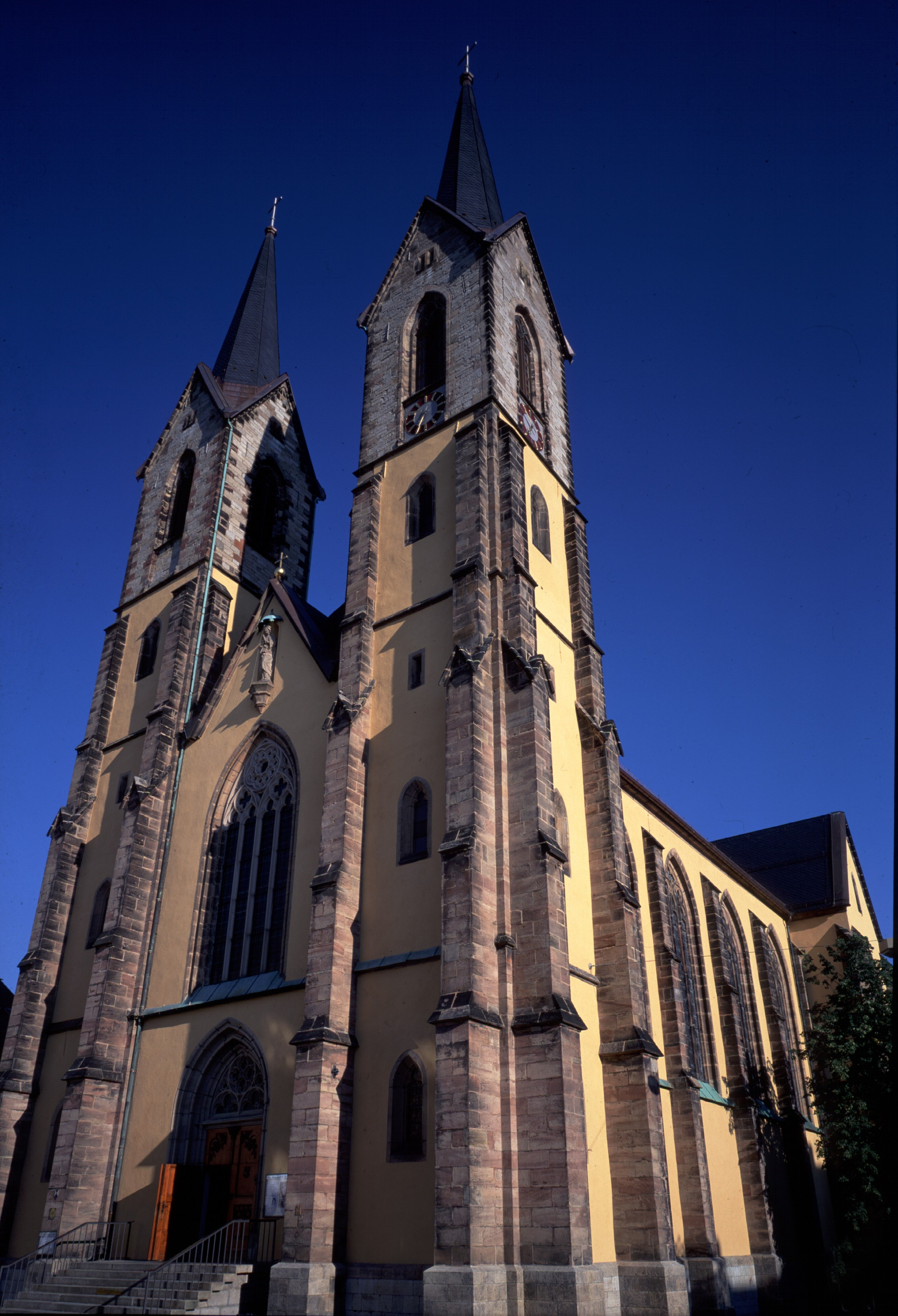
R.K. Mariakerk (1864)
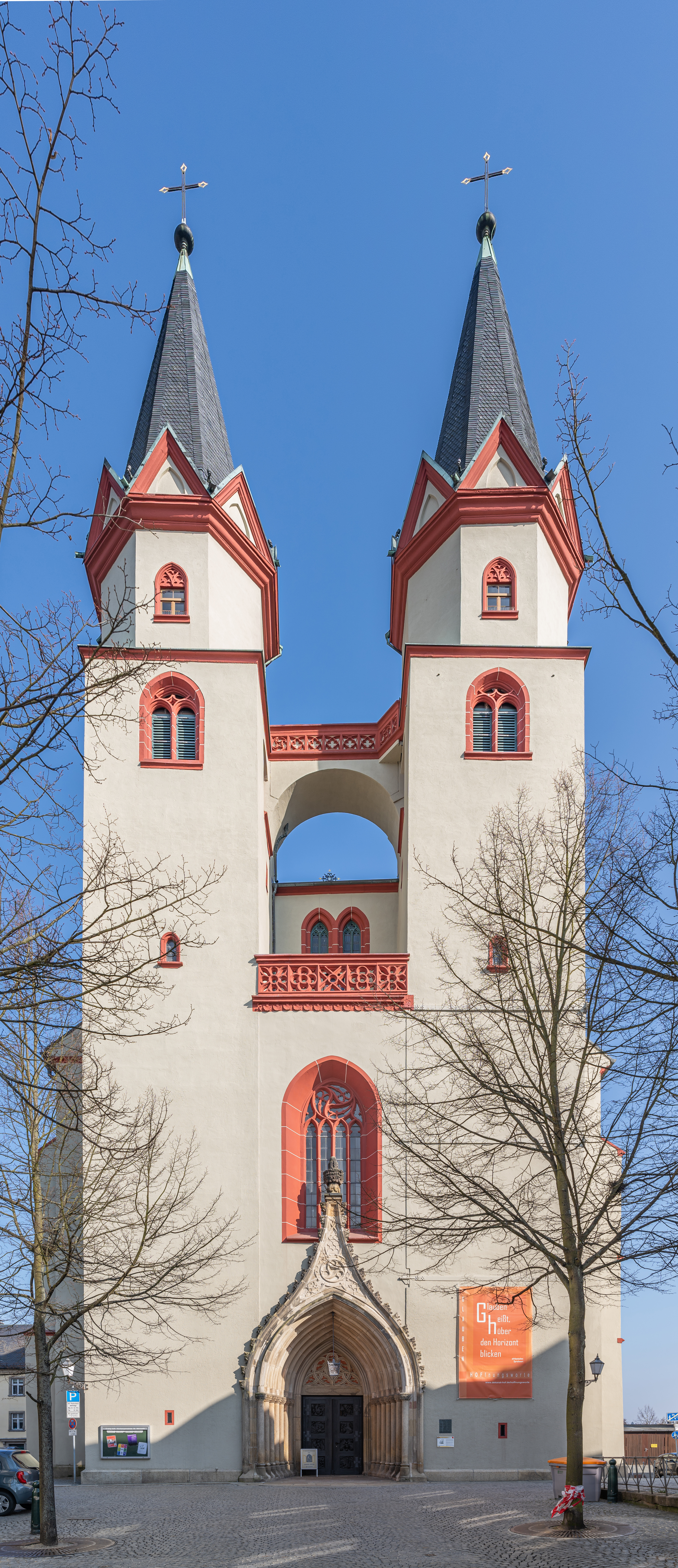
Evang.-lutherse St. Michaelkerk (plm. 1825)
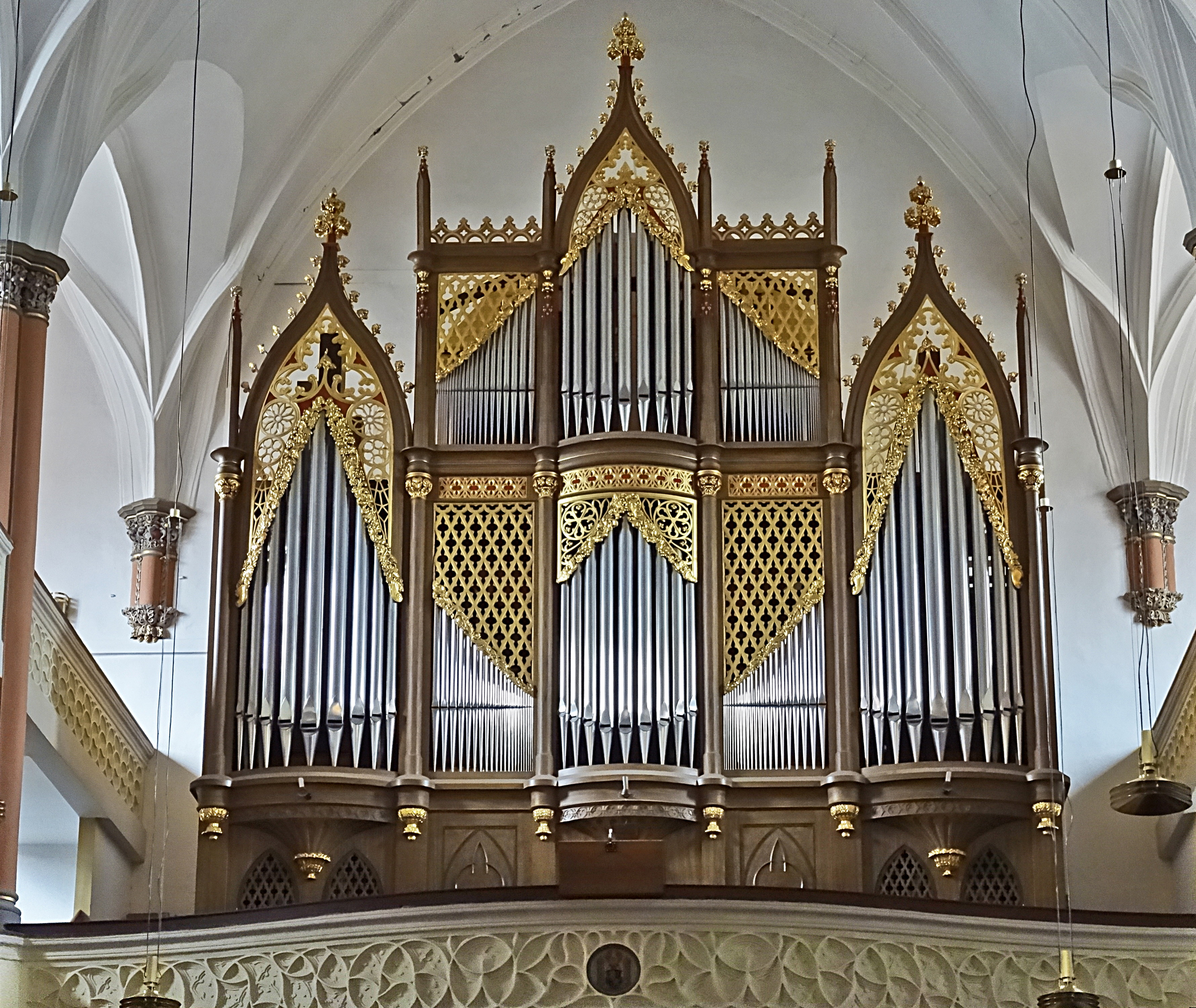
Heidenreich-orgel (1834, 2007 gerenoveerd) in deze kerk
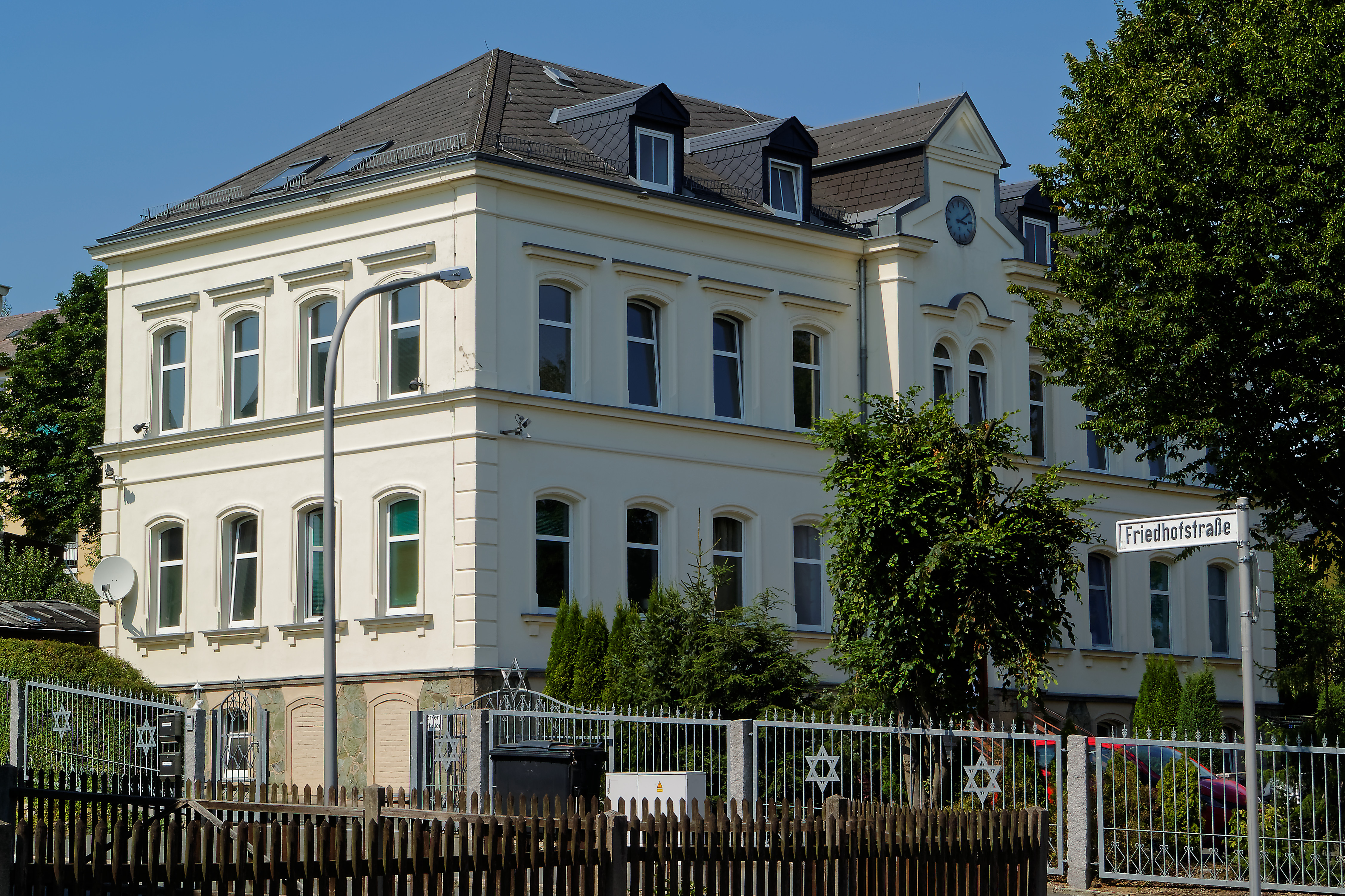
Voormalige school, sinds 1998 synagoge
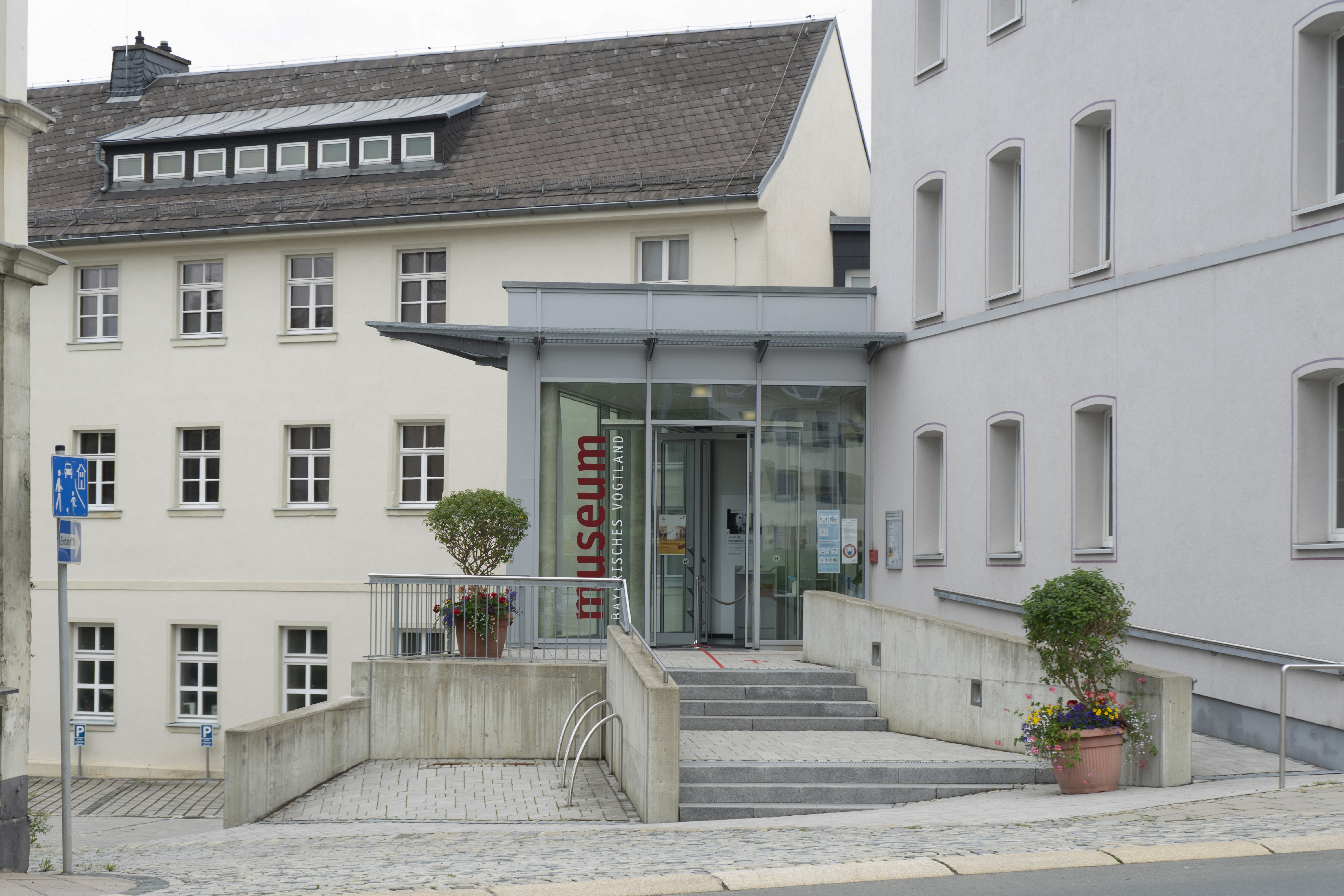
Museum Bayerisches Vogtland (foto uit 2020) in het historische Hospitaal
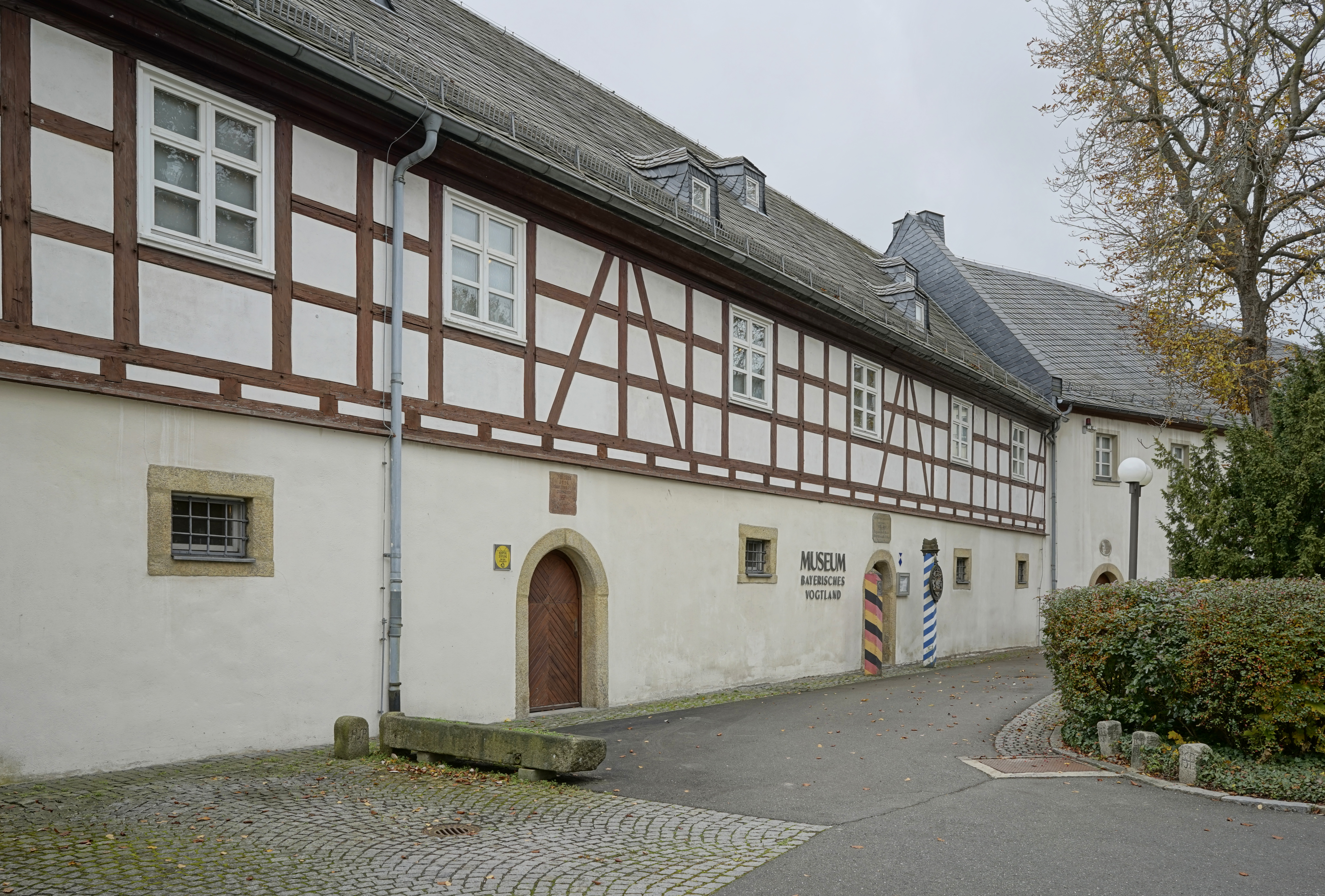
Achteringang van het museum in een middeleeuws gedeelte van dit gebouwencomplex
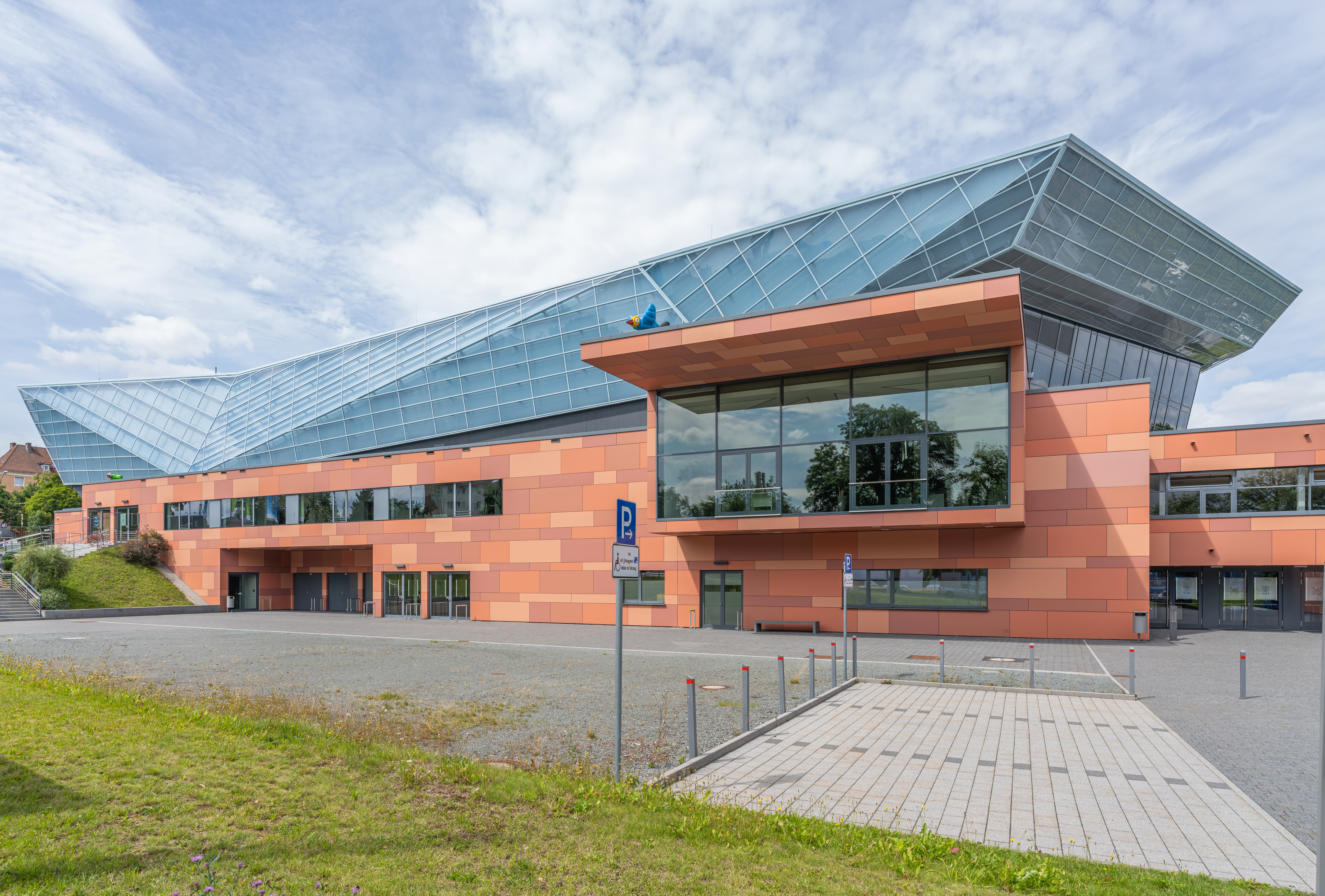
De Freiheitshalle
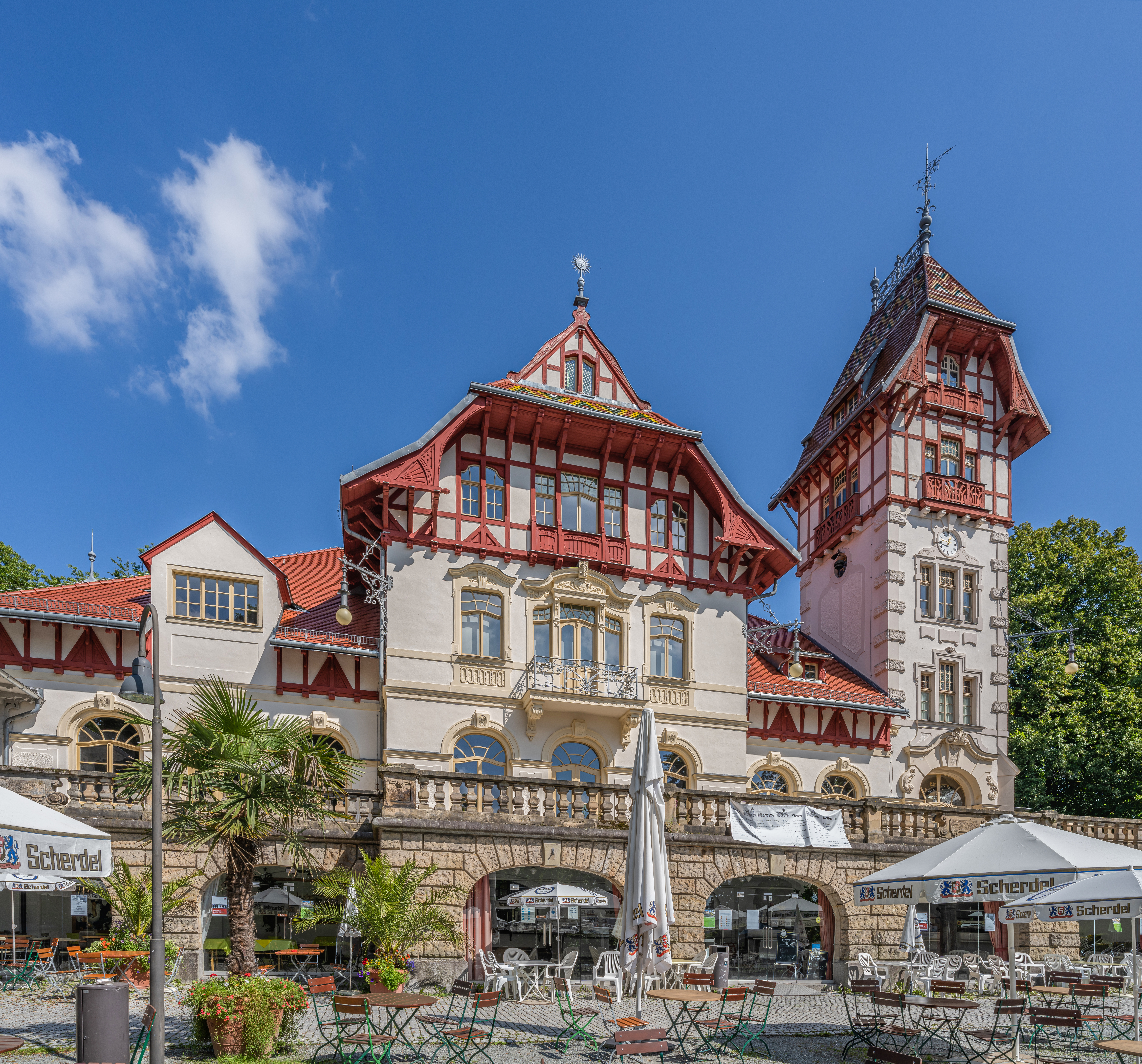
Haus Theresienstein
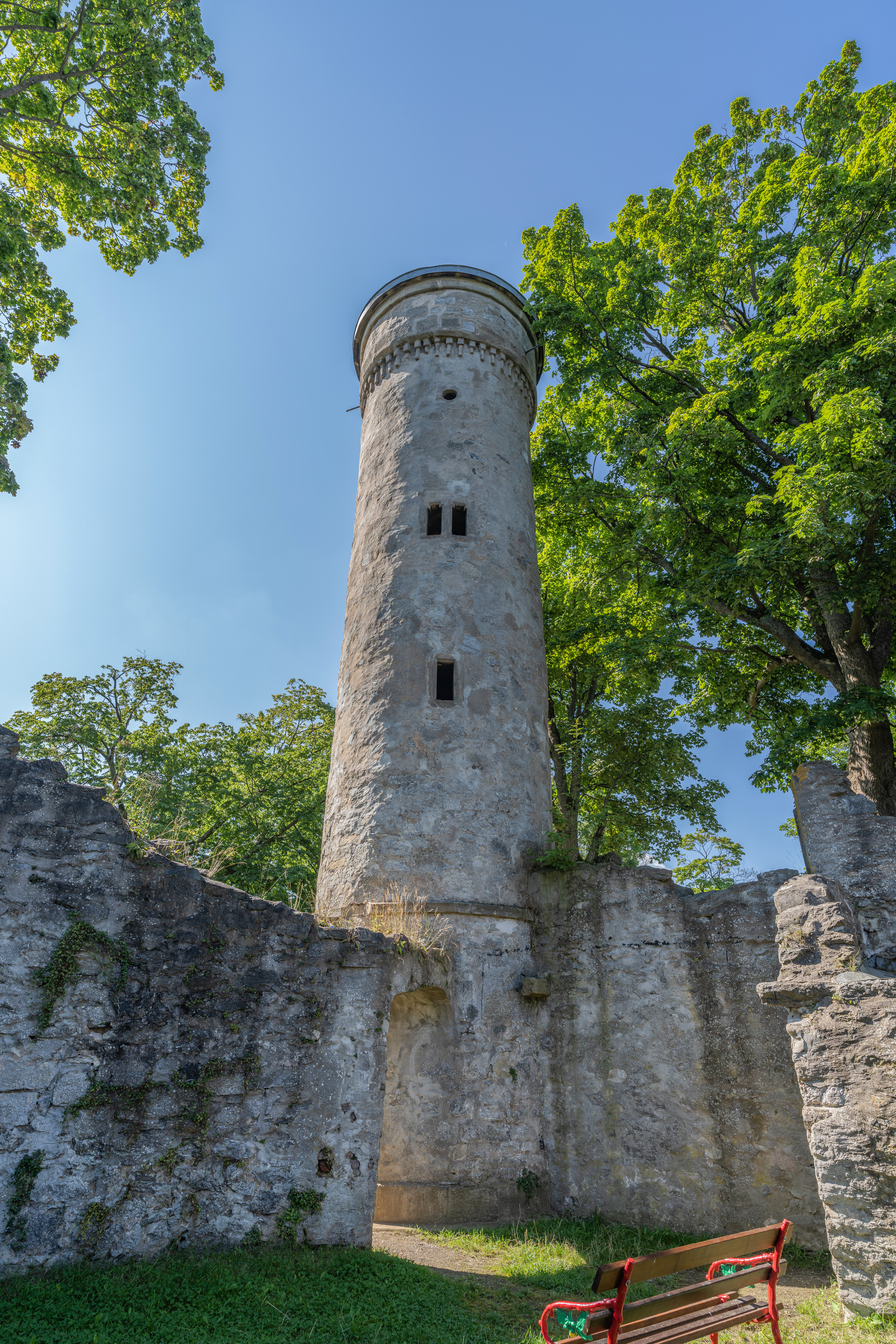
Folly Labyrinthturm in het Bürgerpark Theresienstein
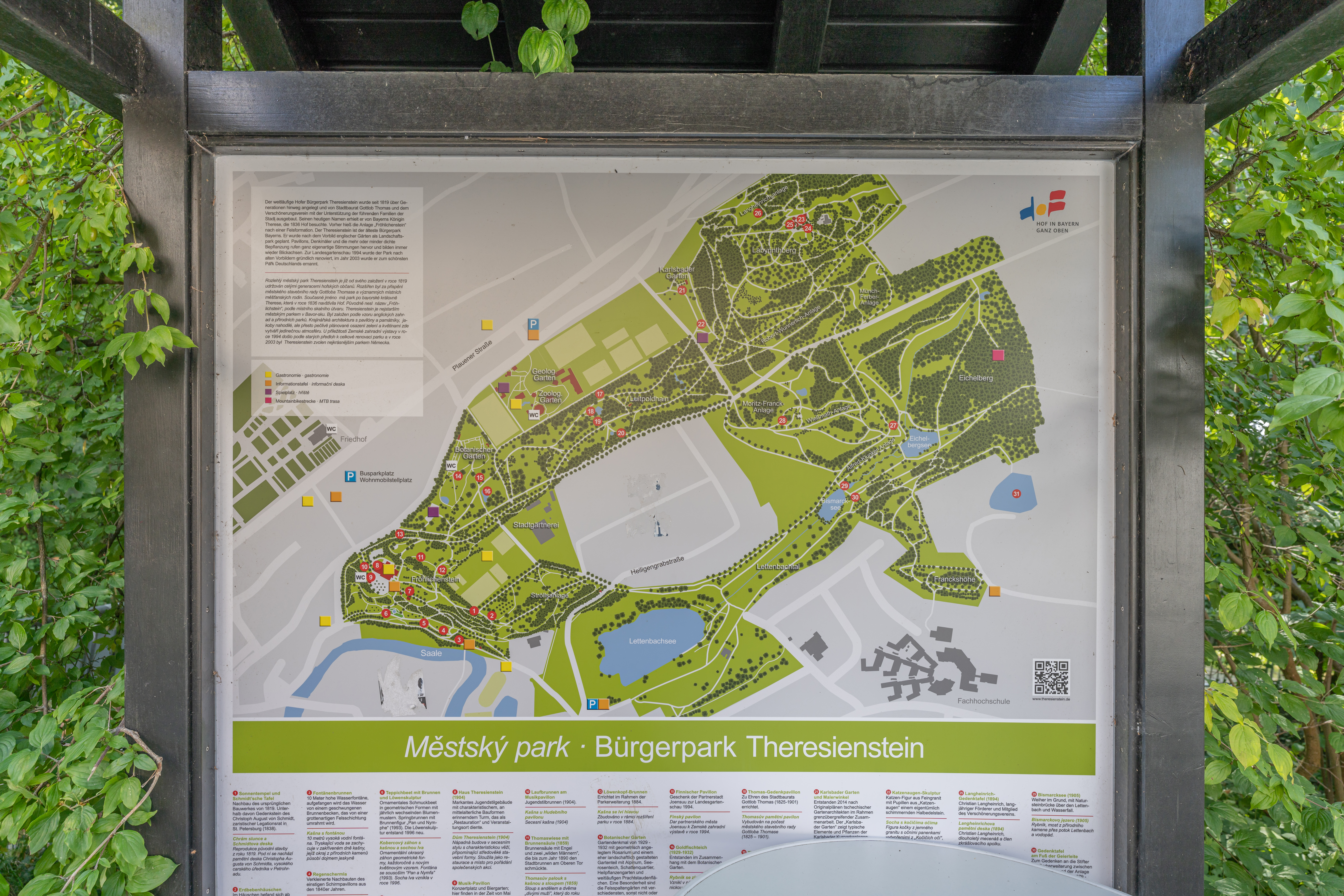
Informatiepaneel in dit park
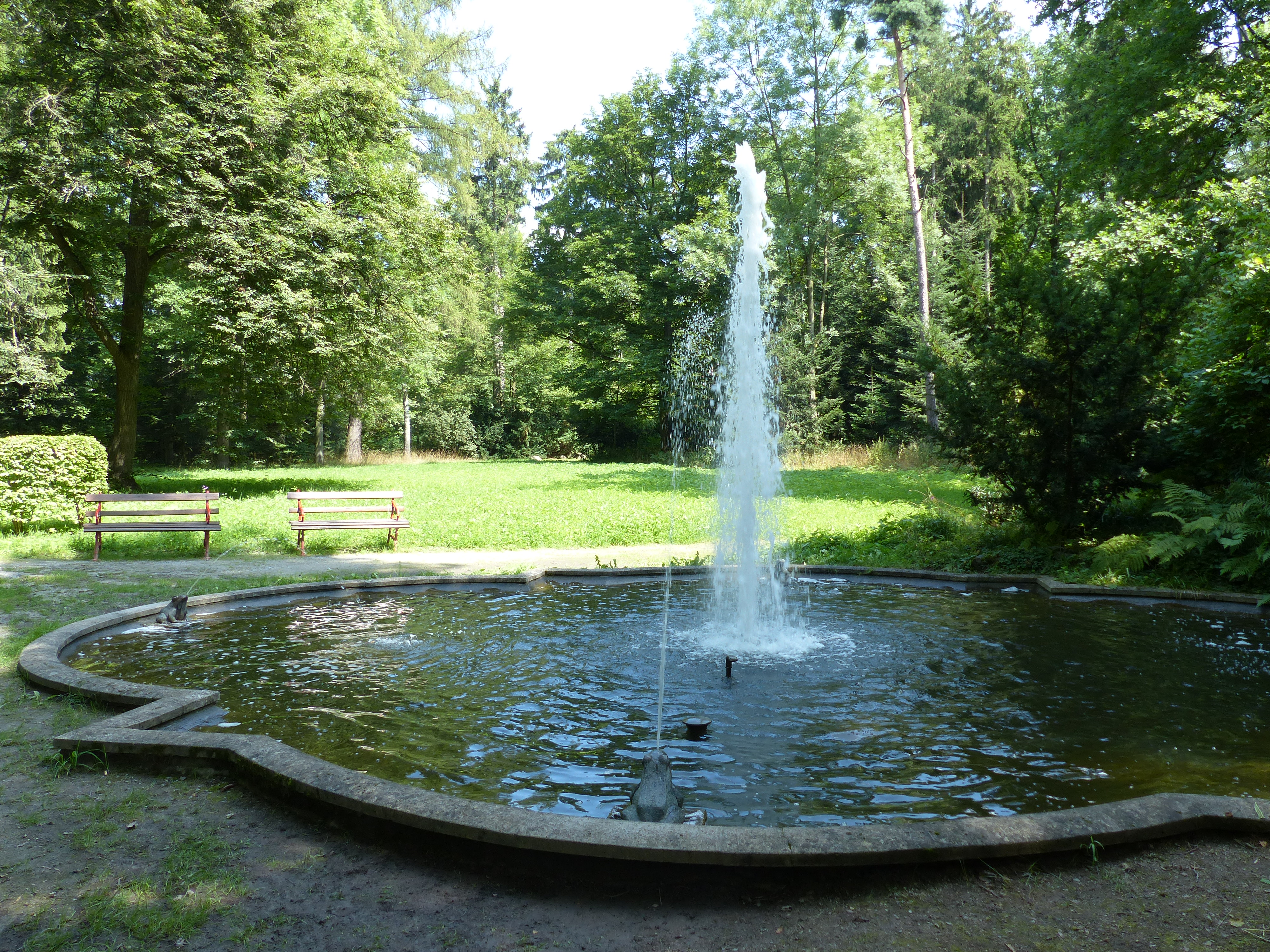
De kikkerfontein in dit park
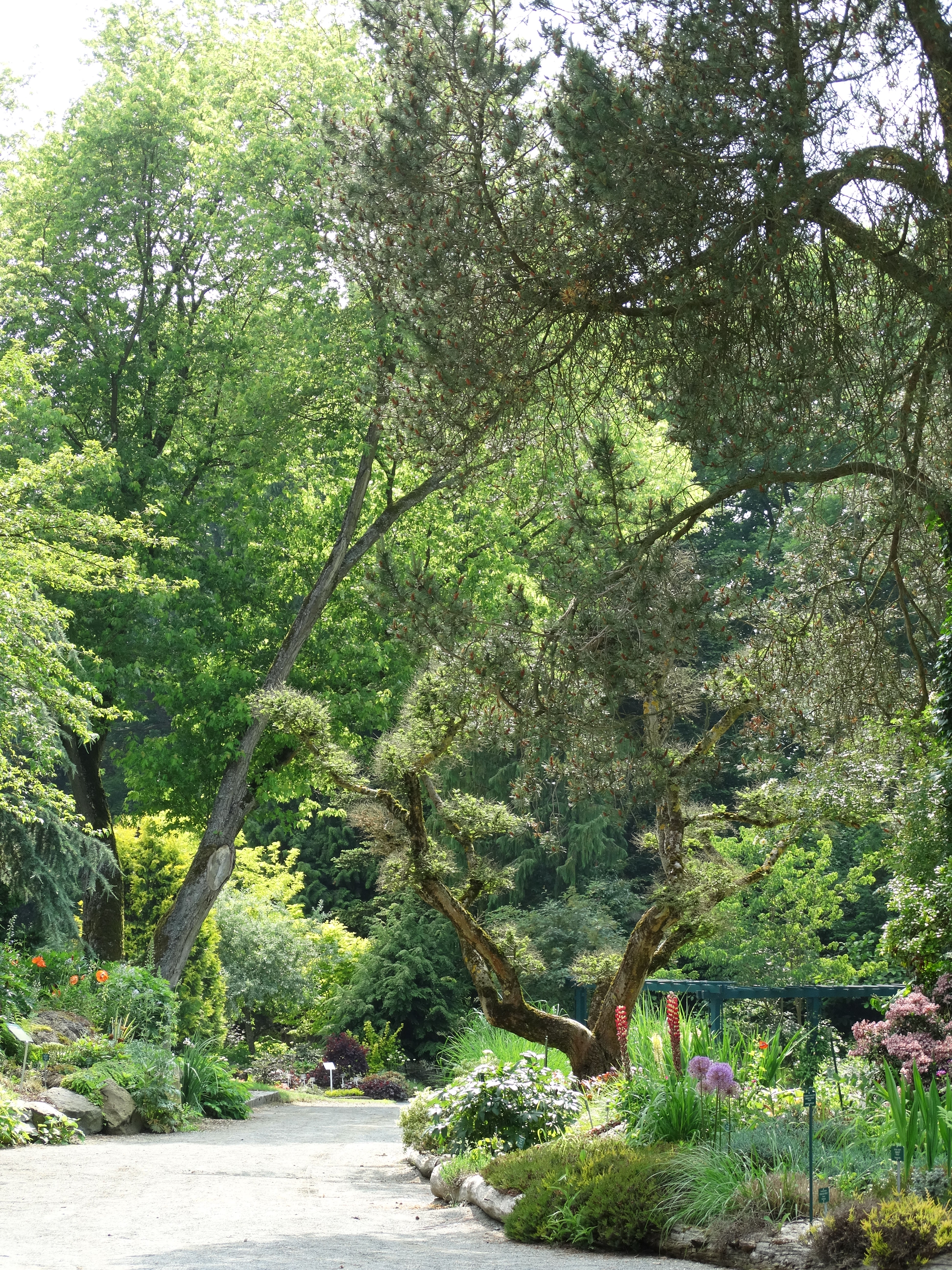
In de Botanische Tuin
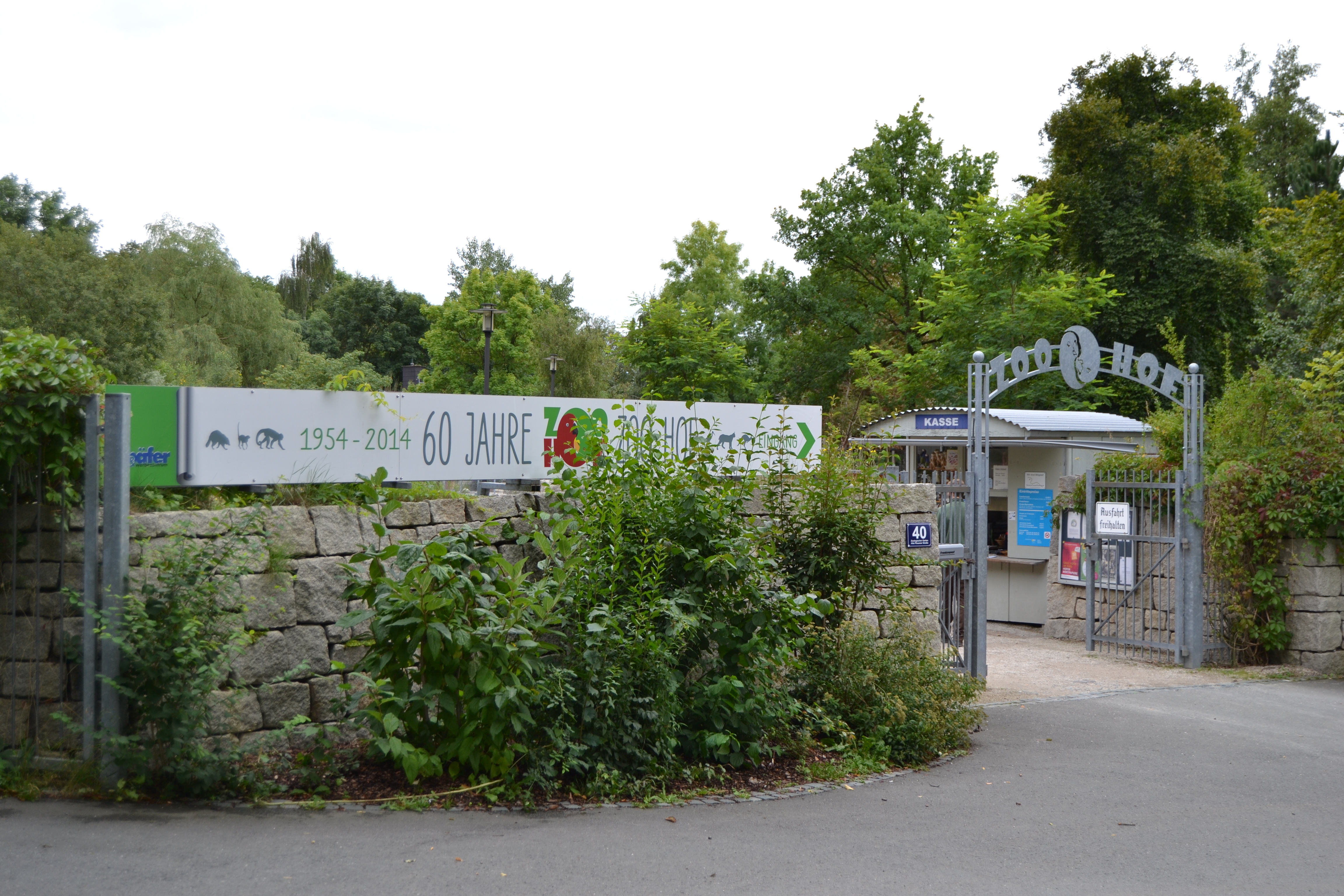
Ingang dierentuin
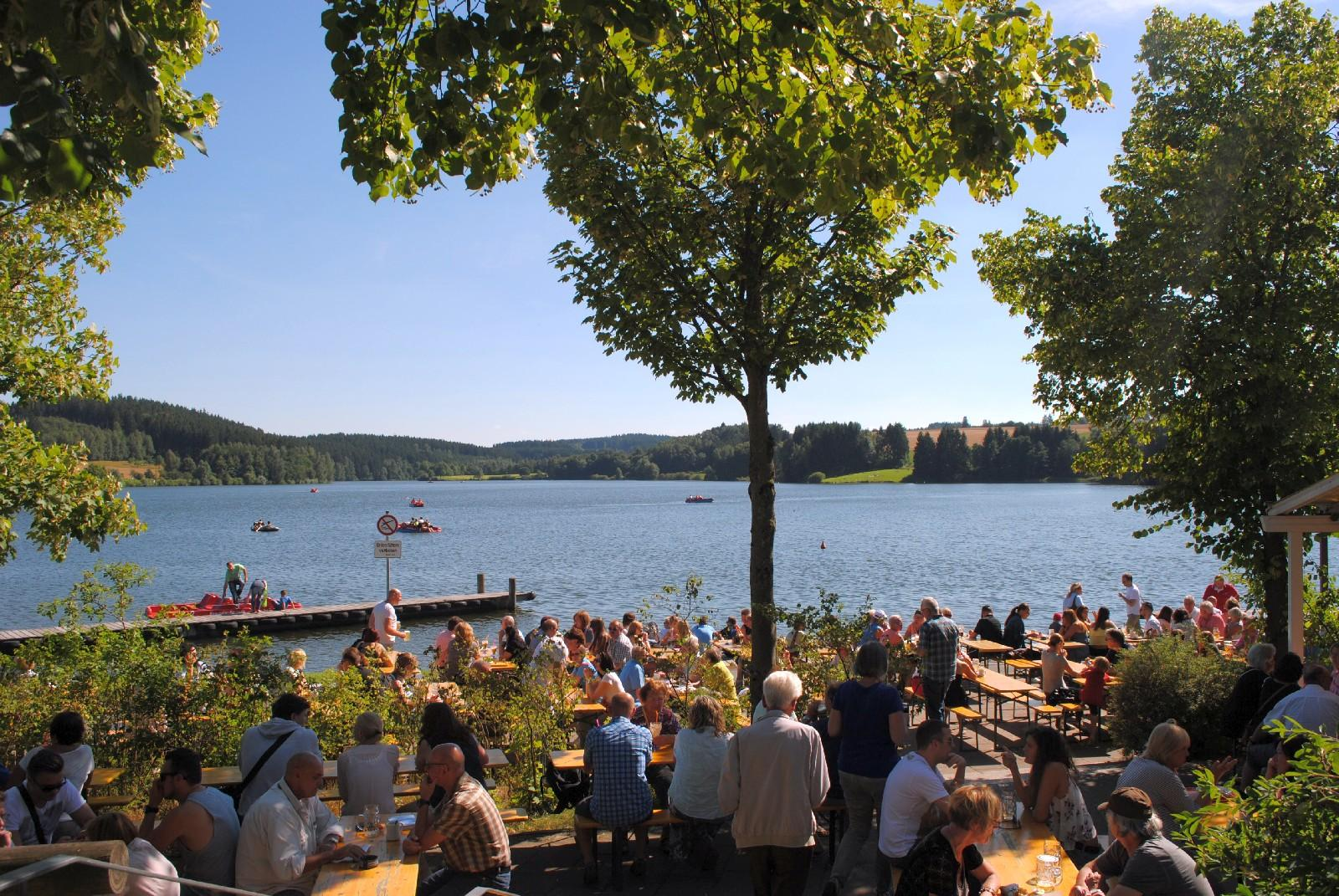
De Untreusee

## Belangrijke personen in relatie tot de gemeente

### Geboren in Hof
- Johann Christian Reinhart (* 24 januari 1761; † 9 juni 1847 in Rome), schilder en grafisch kunstenaar; als jongeman bevriend met Friedrich Schiller; woonde van 1789 tot zijn dood te Rome; schilderde vooral heroïsche landschappen in de stijl van het classicisme. Aan hem is in Hof een museum gewijd.
- Johann Döbereiner (1780 – 1849), scheikundige
- Johann Georg August Wirth (* 20 november 1798; † 26 juli 1848 in Frankfurt am Main), jurist, schrijver en politicus in de Vormärz-periode; geëerd als 19e-eeuws voorvechter der persvrijheid
- Lisa Kreuzer (1945), actrice
- Mergim Vojvoda (1995), voetballer
- Ernst-Heinrich Schmauser (1890-1945), generaal in de SS

### Overigen
- Jean Paul, pseudoniem van Johann Paul Friedrich Richter (Wunsiedel,1763 – Bayreuth, 1825), schrijver, woonde als kind te Hof; aan hem is een wandelroute in de omgeving van Hof gewijd; het gymnasium, waar hij naar school ging, is later naar hem genoemd.
- Bernhard Lichtenberg (Ohlau/Oława, 3 december 1875 - Hof, 5 november 1943), rooms-katholiek geestelijke en verzetsstrijder tegen het nationaalsocialisme

## Partnergemeentes

### Jumelages
- Ogden in Utah, Verenigde Staten, sedert 1954
- Joensuu in Noord-Karelië, Finland, sedert 1969
- Villeneuve-la-Garenne bij Parijs, Frankrijk, sedert 1980
- Plauen in Saksen, Duitsland, sedert 1987
- Cheb (tot 1945: Eger), Tsjechië, sedert 2004

### Iets minder intensieve zgn. Städtefreundschaften
- Hof (Salzburg), Oostenrijk
- Berlin-Neukölln in Berlijn, Deutschland
- Karlovy Vary (tot 1945: Karlsbad), Tsjechië